# Neuntöter
Der Neuntöter (Lanius collurio) oder Rotrückenwürger (auch Rotrückiger Würger oder Dorndreher) ist eine Vogelart aus der Familie der Würger (Laniidae) und in Mitteleuropa die häufigste Würgerart. Er ist vor allem durch sein Verhalten bekannt, Beutetiere auf Dornen aufzuspießen.
Zu seiner Nahrung zählen vorwiegend Großinsekten, aber auch kleine Säugetiere und Vögel. In großen Teilen Europas und dem westlichen Asien heimisch, brütet er in halboffenen Landschaften, die ein gutes Angebot an Hecken und Sträuchern aufweisen. Die Nester werden bevorzugt in Dornsträuchern angelegt. Durch die Intensivierung der Landwirtschaft musste der Neuntöter in Mitteleuropa in der zweiten Hälfte des 20. Jahrhunderts große Bestandseinbußen hinnehmen. Der Zugvogel überwintert im südlichen Teil Afrikas.

## Namensgebung
Der Name Neuntöter bezieht sich auf den irrigen Volksglauben, er würde erst neun Beutetiere aufspießen, bevor er sie verspeist. Oder wie der Zedler es im 18. Jahrhundert ausdrückte: „[…] und wollen etliche, wiewohl ohne genungsamen Grund, davor halten, es genieße dieser Vogel nichts, er habe denn neunerley todt gemachet, als wovon er den Namen Neuntödter erhalten haben soll.“ Hieraus entstanden auch ähnliche Namen wie Neunmörder (niederdeutsch Negenmörder) oder Neunwürger. Ebenfalls auf das „Spießen“ bezieht sich der Name Dorndreher (niederdeutsch Dorndreier), Dornreich, Dornkreul oder Dorntreter. Die Bezeichnung Falkensänger scheint auf seinen falkenartigen Schnabel hinzudeuten. Im Niederdeutschen ist ferner der Name Dickkopp bekannt, was die würgertypischen Proportionen lapidar, aber recht treffend beschreibt.
Da selbst noch im 18. Jahrhundert nicht einwandfrei zwischen den Arten (oder Geschlechtern) unterschieden wurde, sondern bisweilen alle einheimischen Würger als Neuntödter bezeichnet wurden, sind nicht alle volkstümlichen Namen eindeutig Lanius collurio zuzuordnen. Diese Art wurde offensichtlich auch als kleiner Neuntödter bezeichnet. Namen mit Bezug zur Elster wie z. B. Berg-, Wild- oder Kruckelster bezeichnen vermutlich, da sie sich wohl auf die schwarz-weiße Färbung beziehen, eher den Raubwürger. Weitere Namen, die sich in alten Nachschlagewerken finden, sind Quargringel (oder Quarkringel, vielleicht auf Ruf und Bänderung bezugnehmend) oder Rabraker.

## Beschreibung

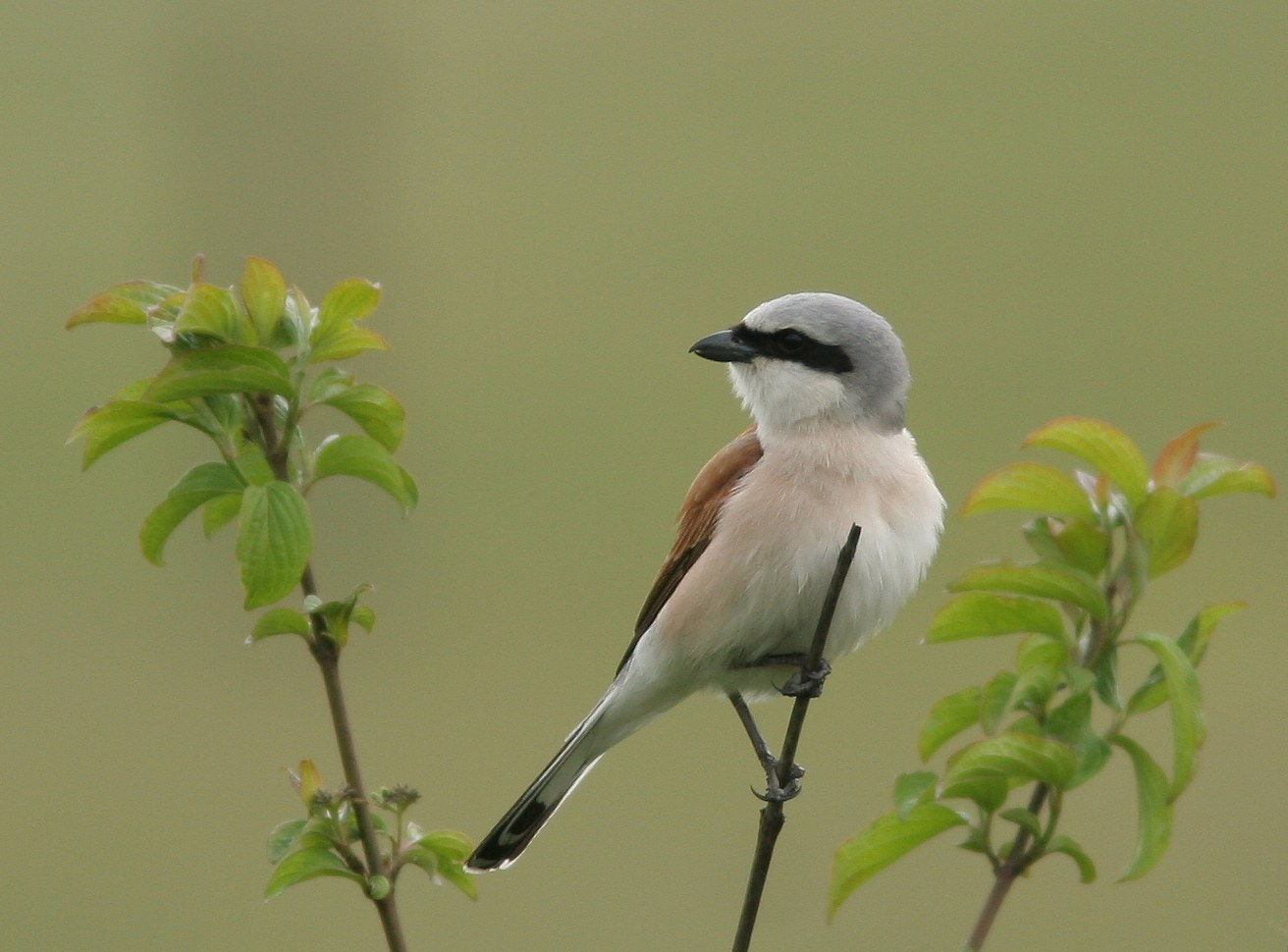
Neuntöter, Männchen

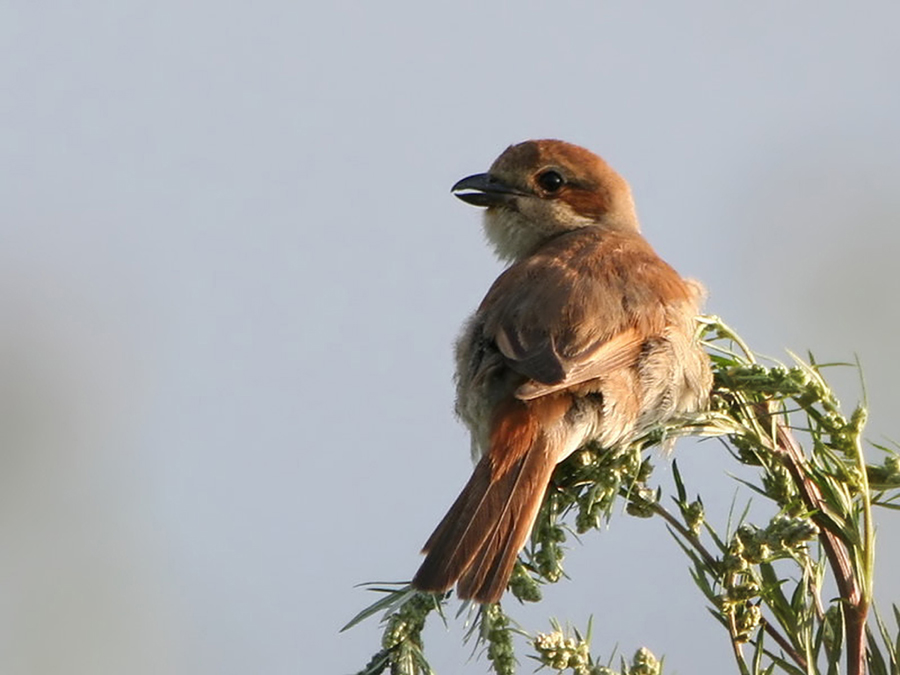
Neuntöter (Weibchen) mit deutlich erkennbarer Zähnung hinter der Schnabelspitze

Der Neuntöter ist mit 16–18 cm Länge die kleinste mitteleuropäische Würgerart. Er zeigt einen sehr ausgeprägten Sexualdimorphismus – Männchen und Weibchen unterscheiden sich deutlich in der Färbung.
Die Flügellänge beträgt durchschnittlich 93 (91–95) mm, beim Männchen liegt sie zwischen 88 und 100 mm, beim Weibchen zwischen 82 und 98 mm. Die Länge des Schwanzes liegt beim Männchen zwischen 71 und 90 mm, beim Weibchen zwischen 68 und 85 mm. Das Durchschnittsgewicht liegt bei den Männchen etwa bei 28 Gramm. Bei den Weibchen kann es sich während der Brutzeit auf 32,8 Gramm erhöhen und liegt außerhalb der Brutzeit etwa bei 28,5 Gramm. Vor dem Zug können Fettdepots gebildet und das Gewicht auf maximal 37 g erhöht werden. Dies ist aber anscheinend nicht die Regel.

### Männchen
Das Männchen hat, worauf der Name „Rotrückenwürger“ hinweist, einen rostrotbraunen bis kastanienbraunen Rücken und ebensolches Schultergefieder. Oberkopf und Nacken heben sich mit ihrem hellen Blaugrau deutlich davon ab. Wie auch andere Lanius-Arten haben Neuntöter eine schmale, schwarze Gesichtsmaske, in der das dunkle Auge aus der Entfernung gesehen oft optisch fast völlig verschwindet. Die Maske wird manchmal vom grauen Oberkopf durch einen undeutlichen, verwaschen weißen Überaugenstreif begrenzt, der oft hinter dem Auge etwas ausgeprägter ist. Die Deckfedern der Flügel sind rötlichbraun mit deutlich hellerer und rötlicherer Randung; die Handschwingen sind kastanienbraun mit hellerer Randung und die Armschwingen ungerandet dunkelbraun. In seltenen Fällen tritt ein weißer Handschwingenspiegel auf. Dieser wird von einer mehr oder weniger ausgeprägten Weißzeichnung an der Basis der Handschwingen gebildet. Der Bürzel ist – teilweise bis auf den unteren Rücken – grau gefärbt. Der Schwanz zeigt eine kontrastreich schwarz-weiße, löffelförmige Zeichnung: die mittleren Steuerfedern sind größtenteils schwarz, dann folgen Federn mit viel Weiß im oberen Bereich, das zu den äußeren Schwanzfedern hin zunimmt. Die Steuerfedern sind an den Spitzen schmal weiß gesäumt. Die Unterseite ist meist weißlich bis cremefarben, oft sind Flanken und Brust leicht lachs- bis rosafarben getönt.

### Weibchen

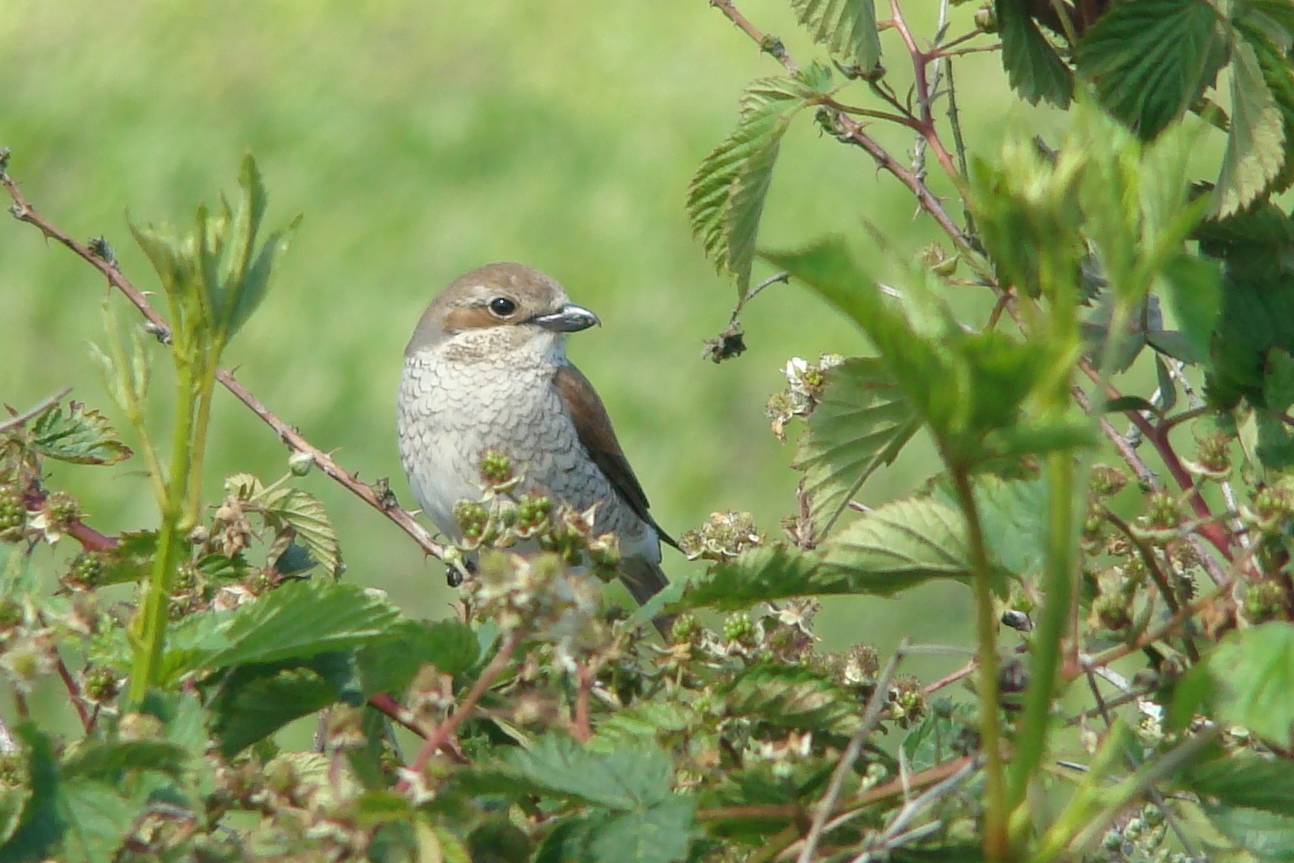
Neuntöterweibchen, die Brustschuppung ist gut zu erkennen

Das Weibchen zeigt im Gegensatz zum Männchen keinen grauen Oberkopf. Beim Weibchen ist die gesamte Oberseite einfarbig rötlich braun, meist etwas weniger lebhaft als beim Männchen. Die Gesichtsmaske ist undeutlicher, meist dunkelbraun bis schwärzlich angedeutet, das Auge hebt sich deutlicher davon ab. Dafür tritt der helle Überaugenstreif deutlicher hervor. Der Schwanz ist meist einfarbig braun mit weißen Säumen. Die Unterseite ist rahmfarben bis beige und zeigt an Brust und Flanken eine teils nur angedeutete, teils kräftige dunkle Schuppung („Sperberung“). Diese ist manchmal auch sehr blass auf dem Rücken zu sehen. Mit dem Alter kann die Schuppung verblassen, das Weibchen nähert sich in der Färbung dann immer mehr dem Männchen an.

### Variation
Der Neuntöter zeigt in der Färbung des Gefieders selbst innerhalb lokaler Populationen in Mitteleuropa eine große Variation.
Neben dem oben beschriebenen Normaltypus kommen bei Männchen häufig bedeutend grauere Individuen vor, bei denen das Grau von Kopf und Bürzel bis weit auf den Rücken und auch in den Schulterbereich ausgedehnt sein kann. Die Hand- und Armschwingen sind bei dieser Morphe oft schiefergrau, ein eventuell vorhandener Flügelspiegel ist daher besonders auffällig.
Bei einer zweiten vom Normaltypus abweichenden Färbungsvariante dominieren die rötlichen Partien und dehnen sich weit bis in den Nacken und den Rücken aus. Auf dem Flügel beschränkt sich die rötliche Gefiederfärbung nicht, wie sonst weitestgehend, auf die Säume, sondern erstreckt sich auf große Teile der Fahnen des Deckgefieders und der Schwingen. Auch bei den Weibchen gibt es eine breite Variationsspanne von oberseits besonders grauen, intensiv rotbraunen und „normal“ (rost)bräunlichen Färbungstypen.

### Jungvögel

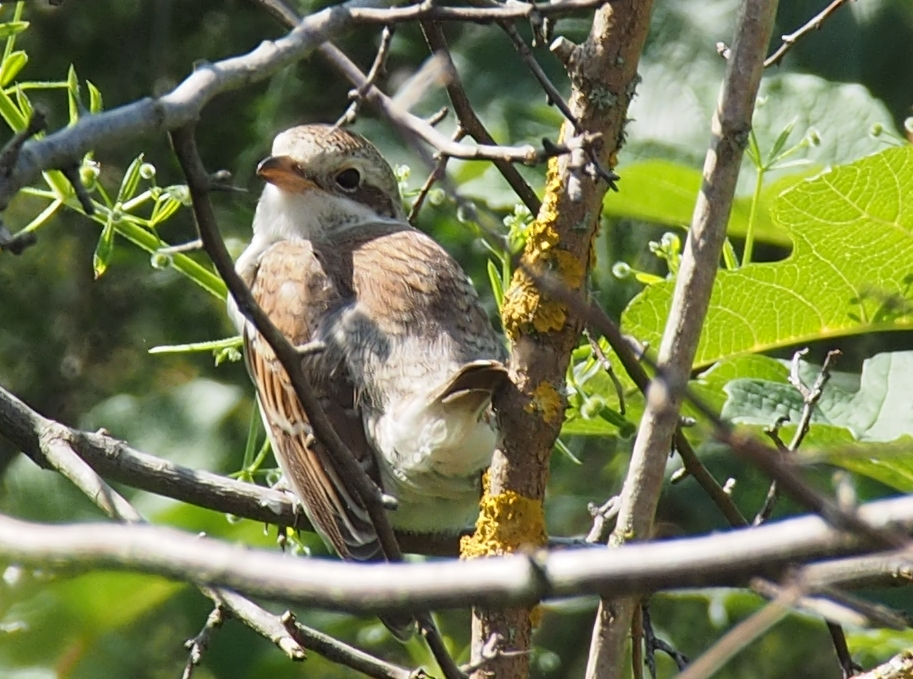
Jungvogel

Die beim Weibchen mitunter nur angedeutete dunkle Schuppung ist beim Jugendkleid sehr viel ausgeprägter, zieht sich über Kopf und Rücken und bedeckt die ganze Unterseite. Zudem weist der Rücken meist eine dunklere Grundfarbe auf.

### Schnabel und Füße
Der Schnabel des Neuntöters ist – wie bei allen Würgern der Gattung Lanius – kräftig, seitlich abgeflacht und hat einen ausgeprägten Haken sowie eine leichte Zähnung kurz vor der Spitze des Oberschnabels, die in eine entsprechende Vertiefung des Unterschnabels greift. An der Basis ist er mit ausgeprägten Schnabelborsten versehen. Er ist bei den Jungvögeln hornfarben mit dunkler Spitze, bei den Altvögeln schwarz. Die schwarze Färbung verblasst im Laufe des Jahres und erneuert sich jährlich auf dem Heimzug. Die kräftigen Füße sind bei Jungvögeln graubraun, bei Altvögeln schwärzlich.

## Mauser
Bei der Jugendmauser werden durchschnittlich zwischen dem 28. und 45. Tag das Kleingefieder sowie die mittleren Arm- und Randdecken erneuert. Dieses Kleid, das wesentlich haltbarer und daher besser für den Zug geeignet ist als das erste Jugendgefieder, tragen die diesjährigen Vögel etwa vier Monate. In den Winterquartieren wechseln sie in einer Vollmauser in das Kleid der Altvögel.
Bei einigen adulten Vögeln findet bereits gegen Ende der Brutzeit eine Teilmauser statt, bei der Teile des Kleingefieders sowie einige der äußeren Armschwingen erneuert werden können. Auch fehlende Steuerfedern oder Schwingen werden dann oft ersetzt. In jedem Fall setzt – sowohl bei Altvögeln als auch bei Diesjährigen – gegen Ende des Herbstzuges eine Vollmauser ein, deren Höhepunkt im Januar liegt und bisweilen erst zu Beginn des Heimzugs im April abgeschlossen ist. Bei dieser wird, sofern nicht bereits geschehen, das gesamte Groß- und Kleingefieder erneuert. Die Großgefiedermauser dauert dabei zwischen 80 und 85 Tagen. Bei den Altvögeln setzt diese Vollmauser meist früher ein als bei den Diesjährigen.

## Stimme

### Gesang

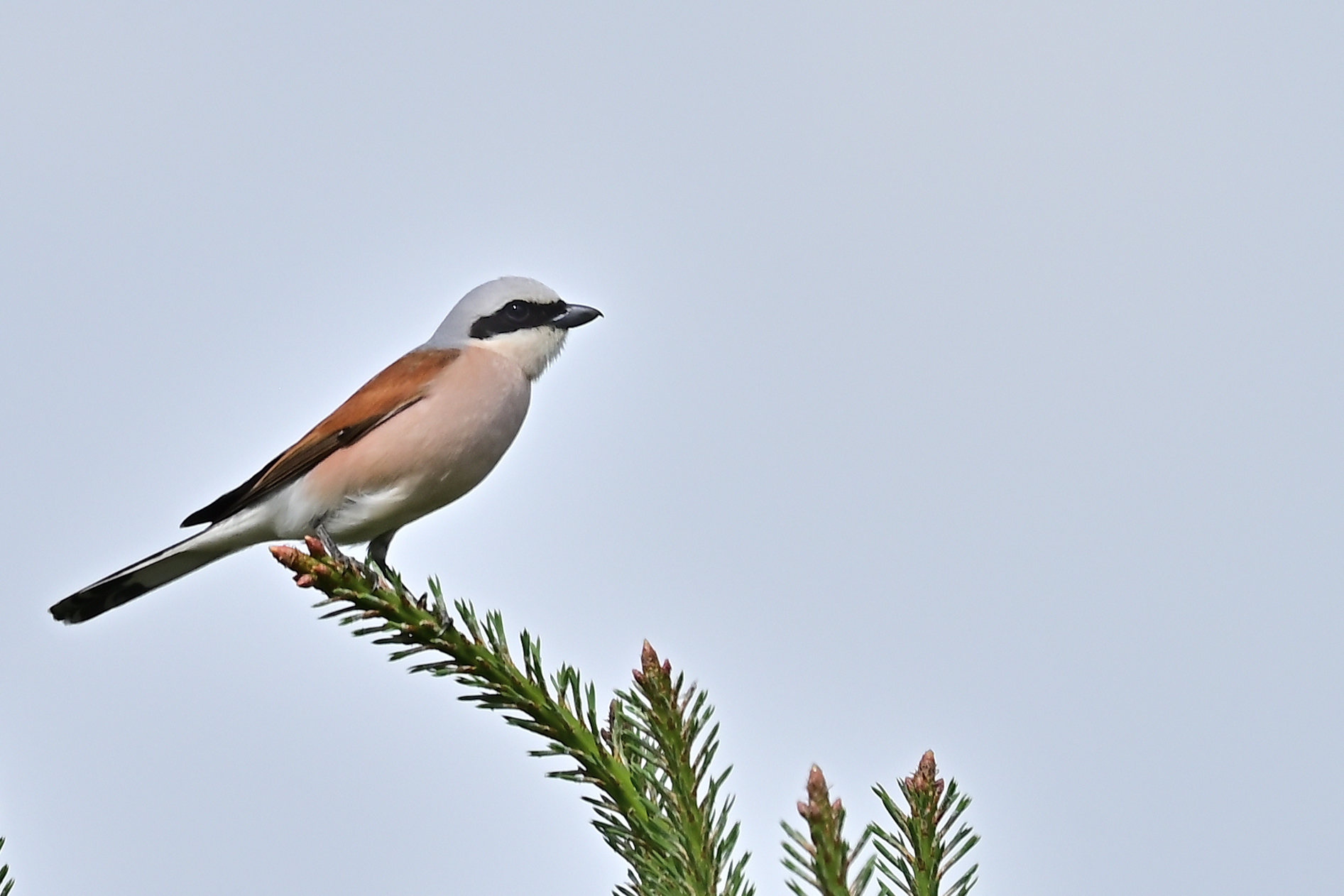
Neuntöter auf Warte

Der Gesang ist ein reiner Balzgesang, der nicht der Revierabgrenzung dient. Er beginnt und endet oft mit den arttypischen, rauen „Dschää“-Lauten und besteht aus leise schwatzenden Reihen von gepressten, rauen Tönen. Diese werden oft mit Imitationen anderer Arten (zahlreiche Singvogelarten, aber auch Nonpasseriformes wie Rebhuhn, Zwergtaucher oder Bekassine) abgewechselt, wobei die Imitationen meist sehr viel leiser und gepresster sind als im Original. Dem Vogel Schwierigkeiten bereitende Teile können auch weggelassen oder durch arttypische Laute ersetzt werden. Berichten zufolge beherrschte ein offensichtlich besonders begabtes Männchen längere Passagen des Feldlerchengesangs sowie mehrere Varianten des Buchfinkenschlages.

### Gesangsaktivität
Auf dem Zug ist allenfalls sehr verhaltener Gesang zu vernehmen. Erste deutliche Gesangsaktivität setzt aber sofort nach Besetzung der Brutreviere ein. Später ist der Gesang vor allem in Anwesenheit von Weibchen zur Balz zu vernehmen, nach der Verpaarung nur noch gelegentlich (z. B. nach Aufforderung des Weibchens durch dessen rhythmisches Schwanzschlagen) und nach Abschluss des Nestbaus gar nicht mehr. Erst nach dem Flüggewerden der Jungen, etwa im Juli, beginnt das Männchen wieder zu singen. Von nichtbrütenden Männchen ist der Gesang während der gesamten Brutzeit zu hören.
Der Gesang wird meist in aufrecht sitzender Haltung mit kaum geöffnetem Schnabel vorgetragen. Er kann bis zu zehn Minuten oder sogar länger dauern. Dabei sitzt das Männchen oft hoch in den Bäumen. Die Gesangsaktivität beginnt etwa eine halbe Stunde nach Sonnenaufgang.

### Rufe
Unter den Rufen ist besonders häufig ein raues „Gwää“ oder „Gää“ zu hören. Es dient der Kontaktaufnahme und wird daher in der Phase nach dem Ausfliegen auch oft gegenüber Jungvögeln geäußert. Eine schärfere und kürzere Variante dieses Rufes wird bei Erregung abgegeben – ein „Tschä“ oder „Tschäck“. Der Erregungs- oder Alarmruf ist ein gereihtes, langgezogenes „Dschrä dschrä dschrä“. Als Warnlaut in Anwesenheit von Feinden dient ein lautes, hartes „Teck-teck“.
Der Imponierruf des Männchens ist ein „Tschock“, „Chee-uk“ oder „Ko-ick“, das anstelle eines Reviergesanges meist von Warten aus oder beim Überfliegen des Reviers geäußert wird und auf das andere Männchen antworten oder sogar aggressiv reagieren.

## Verhalten
Vor allem das Männchen sitzt gern – oft weithin sichtbar – auf Warten, von denen aus das Revier gut überblickt werden kann. Dies können Sträucher, junge Bäume, Zaunpfähle, Heuballen, Stubbenwälle oder andere exponierte Orte sein. Vor der Bebrütung des Geleges ist das Weibchen meist in der Nähe des Männchens zu finden. In der Regel wird ohne Ortswechsel lange Zeit auf derselben Warte verharrt, auf der der Vogel auch längere Zeit ruht, sich putzt oder sonnt. Wird es ihm dabei zu heiß, sucht der Neuntöter kurzfristig Schatten auf. Zwischendurch werden immer wieder Jagdflüge, z. B. auf Großinsekten unternommen, teilweise sind diese mit einem Ortswechsel verbunden. Die favorisierte Warte eines Revierinhabers kann je nach Tageszeit und Sonnenstand wechseln. Der charakteristische Anflug auf Warten erfolgt zielgerichtet und schnell, dann bremst der Vogel kurz ab und lässt sich das letzte, kurze Stück hinaufgleiten.
Der Flug ist meist geradlinig mit unregelmäßigen Flügelabschlägen und – im Unterschied zu anderen Würgern – ohne Bögen. Bei Flügen im Revier wurde eine durchschnittliche Geschwindigkeit von 33,4 km/h festgestellt.
Bei drohender Gefahr am Nest wird oft der Körper nach unten gebeugt, der Schwanz aufgestellt und mit den Flügelspitzen seitwärts geschlagen. Bei geringerer Erregung wird der aufgestellte Schwanz oft leicht seitwärts gedreht und aufgespreizt.
Übernachtet wird meist mit aufgeplustertem Gefieder in Sträuchern, dabei wird der Kopf nicht unter den Flügel gesteckt. Vor Bebrütung des Geleges übernachten Paare in unmittelbarer Nähe zueinander.
Neuntöter verhalten sich das ganze Jahr territorial. Zu Zusammenschlüssen kommt es auch auf dem Zug nicht. Größere Ansammlungen, beispielsweise an beliebten Rastplätzen, entstehen nur zufällig. Lediglich zum Ende der Brutsaison, nach dem Ausfliegen der Jungvögel, schließen sich manchmal nichtbrütende Männchen den Familien an, beteiligen sich an der Fütterung der Jungen oder betätigen sich als „Vorsänger“. Teilweise vergesellschaften sich nach der Auflösung der Familien Jungvögel verschiedener Bruten mit nichtbrütenden Junggesellen oder Männchen, deren Brutgeschäft abgeschlossen ist. Durch den Wegzug lösen sich diese Gruppen aber schnell wieder auf. Auch in den Winterquartieren kann es bisweilen zu solchen losen Vergesellschaftungen kommen.

## Verbreitung

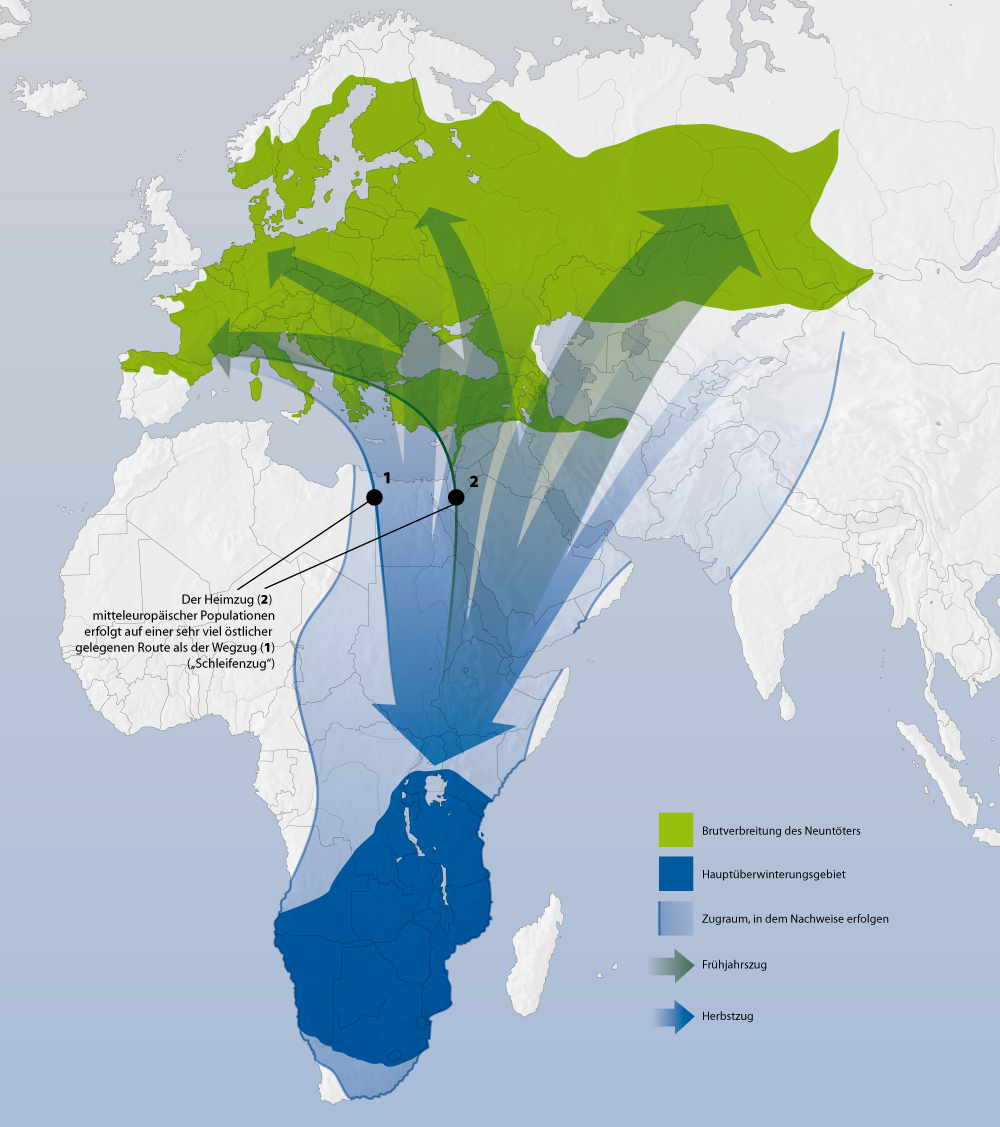
Brutverbreitung, Winterquartiere und Zugbewegungen (schematisiert)

Das Brutgebiet des Neuntöters beschränkt sich auf die westliche Paläarktis. Im Westen reicht seine Verbreitung bis Nordportugal, auf der Iberischen Halbinsel kommt er nur im nördlichen Teil vor. In Frankreich fehlt er in der Bretagne, der Normandie und an der Küste des Ärmelkanals. Ein umfangreiches Brutvorkommen auf den Britischen Inseln ist erloschen (siehe Bestandsentwicklung). In Skandinavien besiedelt er Südnorwegen und den Ostseeraum. Im Mittelmeerraum kommt er auf Korsika und Sardinien, in Italien, auf der Balkanhalbinsel und in Kleinasien vor, ferner besiedelt er am östlichen Rand des Mittelmeers einen schmalen Küstenstreifen bis nach Israel.
Auf Sizilien, Kreta und Zypern (nur 1–2 Brutpaare) fehlt er weitgehend. Südlich des Kaspischen Meeres kommt er ebenfalls in einem schmalen Streifen vor, östlich davon endet seine Verbreitung. Nördlich davon erstreckt sie sich aber bis etwa 90° Ost bis in den Altai. Die Nordgrenze der Verbreitung verläuft in einem Bogen nordöstlich der Wolga etwa zwischen 48° und 64° Nord.
Die natürliche Verbreitung der Art scheint im Nordwesten durch häufige Niederschläge, im Norden durch sehr niedrige Tiefsttemperaturen und im Süden entlang der 26-°C-Juli-Isotherme von sehr trockenem Sommerwetter begrenzt zu sein.
Im Osten überschneidet sich sein Verbreitungsgebiet mit dem des nahe verwandten Isabellwürgers (Lanius isabellinus) und dem des Rotschwanzwürgers (Lanius cristatus).

## Wanderungen

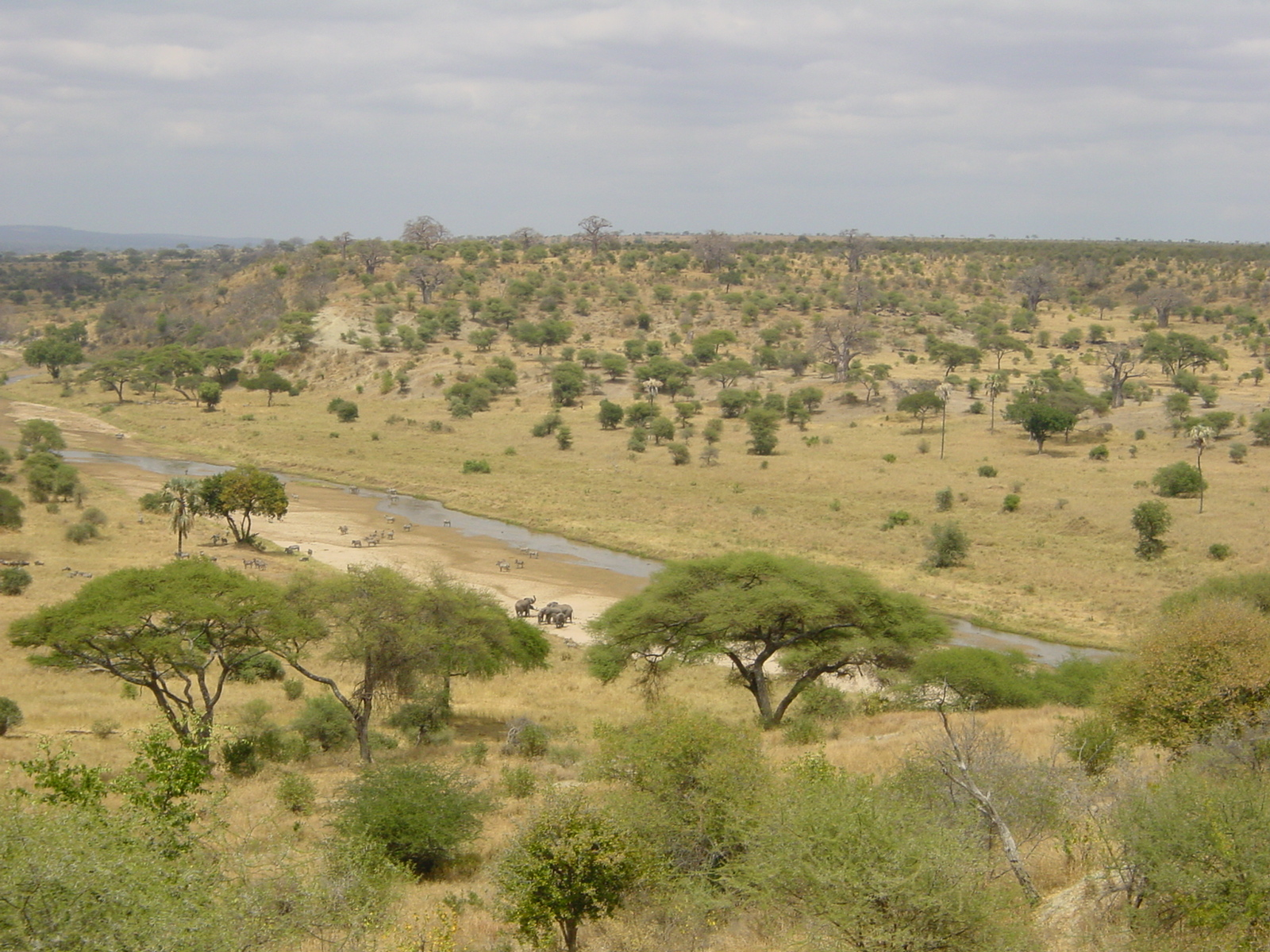
Trockensavanne in Tansania

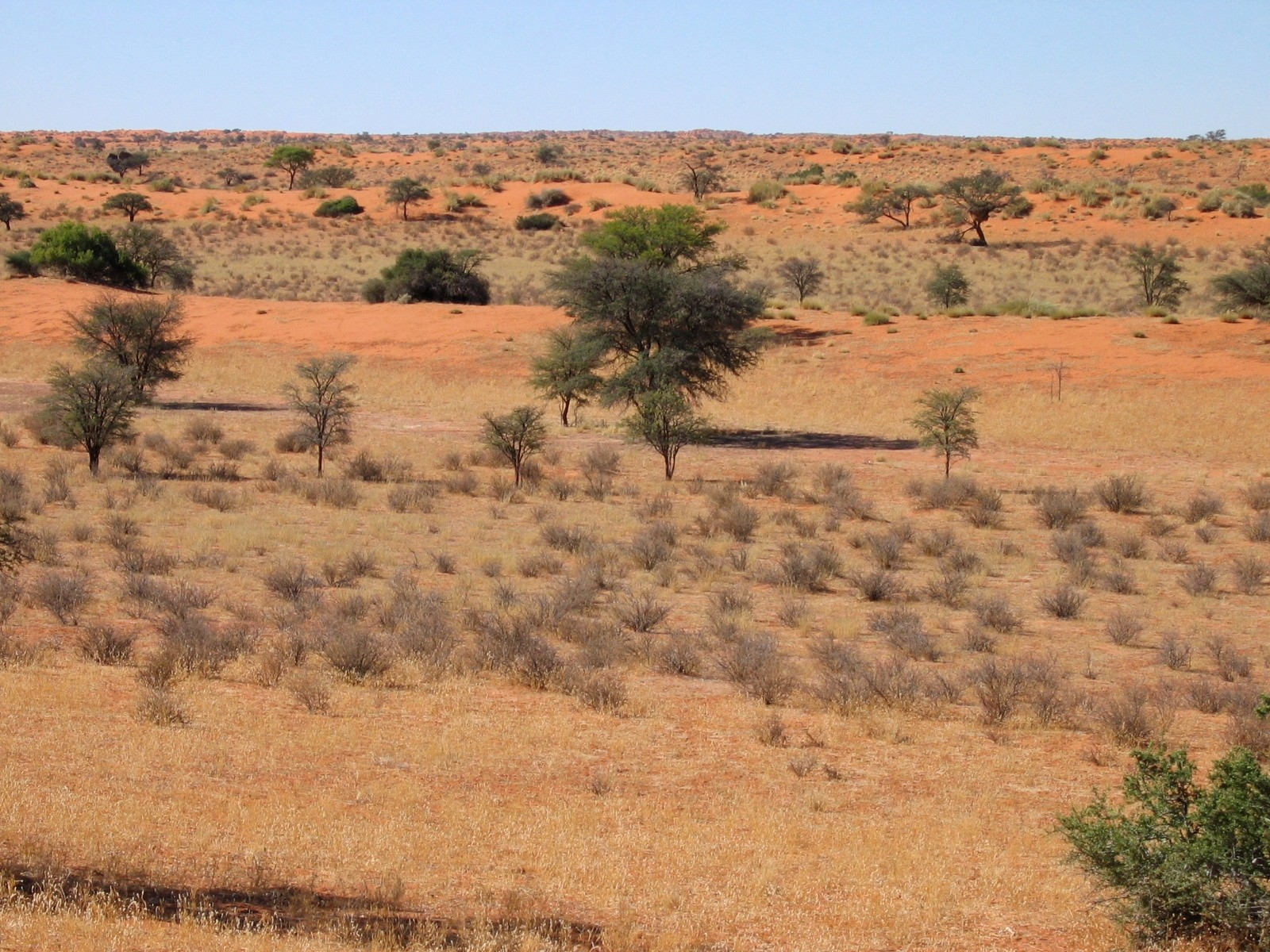
Die Kalahari an der Grenze von Namibia zu Botswana

Der Neuntöter ist ein Langstreckenzieher, der im südlichen Teil Afrikas überwintert. Das Hauptüberwinterungsgebiet liegt südlich des Äquators und erstreckt sich, die Regenwaldzone mit dem Kongobecken auslassend, bis in den Norden und Osten Südafrikas. Vereinzelt wurden in nördlicheren Gebieten bis hinein in den Südsudan oder in südlicheren bis zum Kap Überwinterer beobachtet. Die meisten Vögel überwintern 8000 km entfernt in Mosambik, Simbabwe, Botswana und Namibia. Extrem trockene Gebiete, wie das Innere der Kalahari, werden weitgehend gemieden.
Im Winterquartier besetzt der Neuntöter geeignete Standorte in der Dornbusch- und Trockensavanne. Er teilt hier seinen Lebensraum bisweilen mit bis zu 12 einheimischen Würgerarten und dem Schwarzstirnwürger, verhält sich territorial und verteidigt sein Revier teilweise auch gegen andere Arten. In günstigen Habitaten findet sich bis zu ein Revier pro Hektar.
Der Wegzug beginnt im August und wird von den Altvögeln eingeleitet. 1–2 Wochen später folgen die Jungvögel. Die ersten Neuntöter erreichen Nordostafrika bereits im August, Südafrika im September. Ende September ist der Abzug meist abgeschlossen. Seltene Nachweise aus den Brutgebieten stammen aus dem Oktober. Bei diesen handelt es sich meist um Jungvögel aus sehr späten Bruten.
Den Tag zur Nahrungsaufnahme nutzend, zieht der Neuntöter ausschließlich nachts und einzeln. In der Mittagszeit wird geruht. Bei einer Untersuchung auf Karpathos wurden 70–75 km/h Zuggeschwindigkeit festgestellt.
Bei den Zugbewegungen kann grob zwischen den europäischen und den weiter östlich brütenden Populationen unterschieden werden. Jene Vögel, die den Ostteil Russlands und Westsibirien besiedeln, ziehen in Richtung Südsüdwest über die Arabische Halbinsel in die Winterquartiere. Ostwärts gibt es dabei zu Zugzeiten einzelne Nachweise bis in den Westen des Indischen Subkontinents. Der Rückzug erfolgt etwa auf den gleichen Routen: Nach dem Flug über das Iranische Hochland wird das Kaspische Meer im Süden umrundet und Pamir und Altai westlich umflogen.
Die westlichen Populationen hingegen weisen einen ausgeprägten Schleifenzug auf; der Frühjahrszug verläuft auf einer wesentlich östlicher gelegenen Route als der Herbstzug. Im Herbst wird die südliche Mittelmeerküste in einem Bereich gequert, der etwa zwischen der libyschen Kyrenaika und dem Suezkanal liegt. Um diesen Bereich zu erreichen, müssen die Populationen Spaniens oder Frankreichs zunächst ostwärts ziehen, um sich dann über den östlichen Mittelmeerraum südostwärts zu bewegen. Die Brutvögel Skandinaviens ziehen demnach südost- bis südwärts über die Balkanhalbinsel und die Ägäis. Vom Rand des afrikanischen Kontinents erfolgt der Zug darauf in einem schmalen Korridor zwischen 25°–35° Ost gerade südwärts und fächert sich erst nach dem Regenwaldgürtel wieder auf. Einzelne Vögel gelangen dabei aber auch weiter westwärts bis in den Tschad.
Im Frühjahr ziehen alle europäischen Neuntöter bereits südlich des Äquators auf östlicheren Routen gen Norden. Diese führen über Äthiopien, Nordsomalia und Eritrea, entlang der Küsten des Roten Meeres an den östlichen Rand des Mittelmeers und über den Sinai. Das Mittelmeer wird östlich von Zypern überquert; die Ägäis dabei auf dem Landweg über die Türkei umflogen. Diese Route ist zwar 20 % länger, wird aber 30 % schneller zurückgelegt, weil die Vögel viel weniger rasten. Die ersten Heimzügler treffen Anfang Mai in den Brutgebieten ein. Durchschnittlich kehren sie um den 13. Mai heim.
Aufgrund der Zugrouten wurde vermutet, dass der evolutionsgeschichtliche Ursprung der Art im Gebiet um das Kaspische Meer liegt und sie sich von dort aus verbreitet hat.

## Systematik

### Geografische Variation

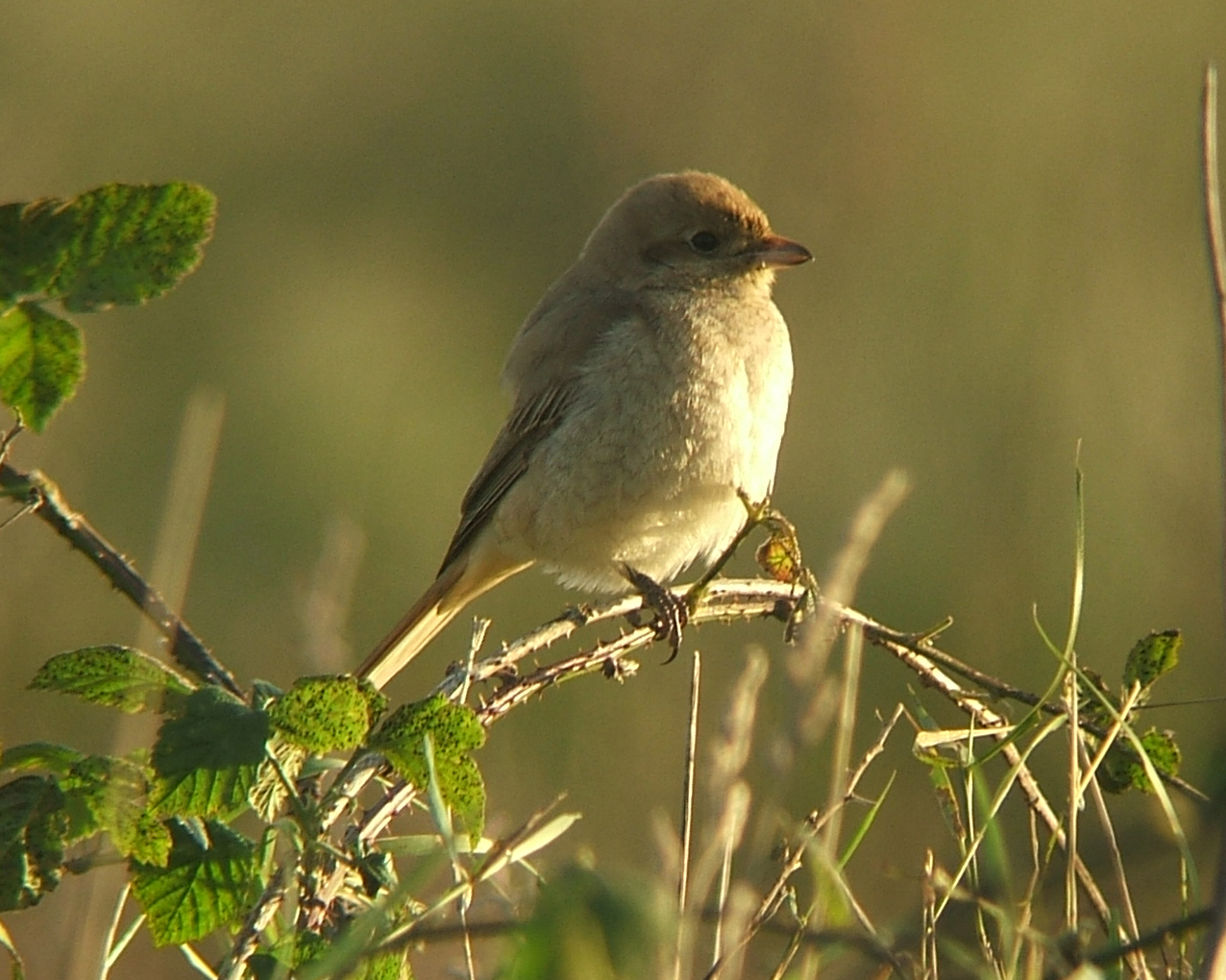
Der nah verwandte Isabellwürger bildet mit dem Neuntöter eine Superspezies

Einige Autoren behandeln die Art als monotypisch, andere sehen eine Unterteilung (u. a. aufgrund von Maßen und Gefiedermerkmalen) vor:
- Lanius collurio collurio – Kontinentaleuropa
- L. c. juxtus – Großbritannien (vermutlich ausgestorben)
- L. c. tauricus / kobylini – Südliche Balkanhalbinsel, Krim und Transkaukasien bis Nordiran
- L. c. palladifrons / loudoni – Westsibirien bis Altai

### Externe Systematik
Bisweilen wurden auch der in Mittel- und Zentralasien vorkommende Isabellwürger (Lanius isabellinus), bzw. seine Unterarten isabellinus, phoenicuroides, speculigerus und tsaidamentis als Unterarten des Neuntöters beschrieben. Meistens wird der Isabellwürger jedoch als eigene Art angesehen, die wegen der engen Verwandtschaft mit dem Neuntöter eine Superspezies bildet.
Innerhalb der sogenannten „Rotrückenwürger-Gruppe“ (L. collurio, L. cristatus, L. isabellinus und Subspecies, bzw. L. phoenicuroides und L. speculigerus) ist der Artstatus des Rotschwanzwürgers (L. cristatus) weitgehend unumstritten. Hybriden mit L. collurio sind nur in zwei Fällen bekannt geworden.

### Hybriden
In den Überschneidungsgebieten ihrer Verbreitung kommt es häufig zu einer Hybridisierung zwischen Neuntöter und Isabellwürger (bzw. Turkestan- und Weißstirnwürger). Es wurden zahlreiche Hybriden-Typen beschrieben und mit eigenen Namen belegt (z. B. bogdanowi, karelini, darwini, raddei, pseudocollurio, dichraus, elaeagni, infuscatus, zarudnii), hauptsächlich scheint es jedoch zwei Typen von Hybriden zu geben: In einer schmalen Zone in Ostkasachstan und nördlich des Aralsees bis in den Nordosten des Iran kreuzt sich der Neuntöter mit Isabellwürgern der Unterart phoenicuroides (L. collurio X L. (i.) phoenicuroides), im südöstlichen Altai (Kuraigebirge) in Mittelasien vermischt er sich mit der Unterart speculigerus (L collurio X L. (i.) speculigerus), wobei es meist zu fruchtbarem Nachwuchs kommt.
In sieben Fällen gab es zudem Mischbruten mit dem Rotkopfwürger, wobei nur in einem Fall das Weibchen ein Neuntöter war. Außerdem brüteten zweimal Neuntötermännchen mit Weibchen des Schwarzstirnwürgers.

## Lebensraum

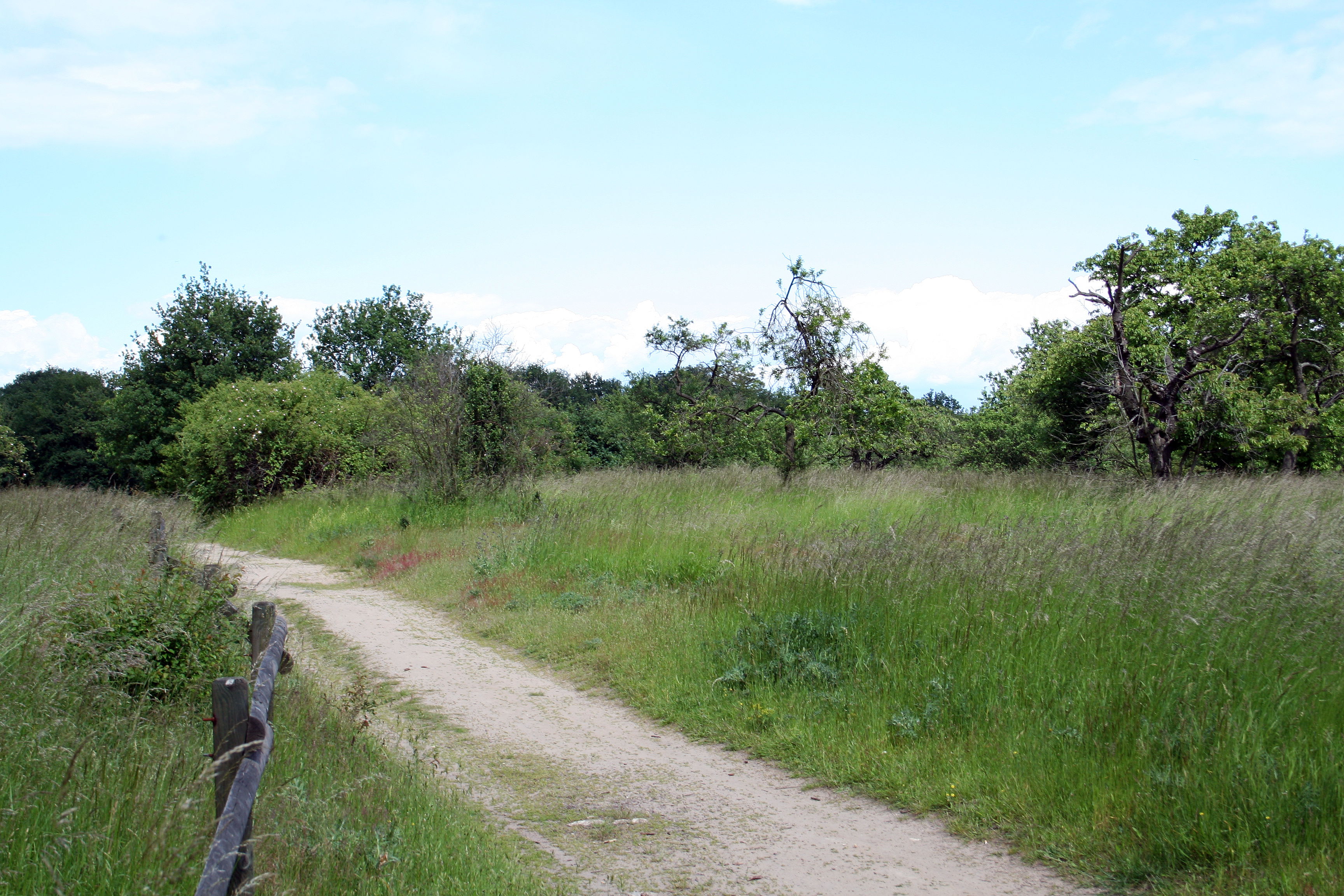
Ein typisches Neuntöterhabitat bietet – neben Dornsträuchern – offene, insektenreiche Flächen und exponierte Warten

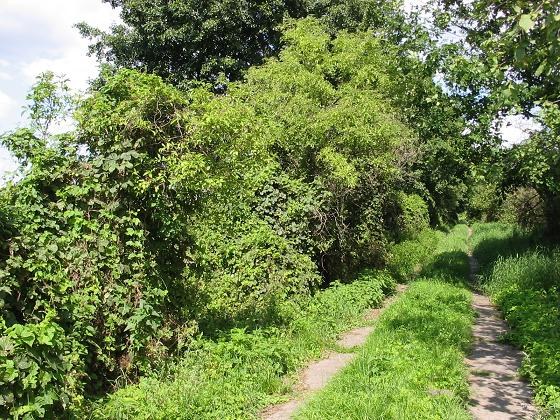
Ein Wirtschaftsweg, der beidseitig von reich strukturierten Hecken gesäumt ist, bietet dem Neuntöter idealen Lebensraum

Der Neuntöter besiedelt gut überschaubares, sonniges Gelände, welches offene Bereiche mit niedrigem oder kargem Bewuchs (z. B. Staudenfluren, Wiesen, Trockenrasen) im Wechsel mit versprengten Hecken oder Gehölzen mit weniger als 50 Prozent Deckung aufweist. Als Warten zur Ansitzjagd und Revierbeobachtung sowie als Neststandort benötigt er ein bis drei Meter hohe Sträucher. Hierbei werden Dornsträucher wie Schlehen, Weißdorne oder Heckenrosen bevorzugt (siehe Nestbau und Neststandort), die aber unter sonst günstigen Bedingungen nicht in großer Zahl vorhanden sein müssen.
Demnach besiedelt der Neuntöter gerne heckenreiches Grün- und Weideland, Feuchtbrachen, teilentwässerte Moore mit Dammkulturen, Obstgärten sowie Lichtungen, Windwurf- und Kahlschlagflächen oder Jungpflanzungen innerhalb von Forsten. In naturbelassenen Regionen sind vor allem Waldränder oder Lichtungen, insbesondere feuchte Standorte, also z. B. Säume von Erlenbrüchen oder Weidenwäldern von Bedeutung.
Das Ursprungshabitat des Neuntöters liegt vermutlich im Übergang von geschlossenen Wäldern zur Grassteppe oder ähnlich offenen Habitaten (z. B. Niedermooren oder Verlandungszonen), d. h. in Waldsteppen, Buschland und an Waldrändern sowie verschiedenen frühen Stadien in der Sukzession von Wäldern oder Regenerationsstadien nach Waldbränden oder Sturmschäden. Die bevorzugten Dornsträucher kommen in Primärhabitaten oft an Standorten vor, die regelmäßigem Verbiss durch verschiedene Huftiere ausgesetzt sind.
Diese Lebensraumansprüche prädestinieren den Neuntöter für die extensiv genutzte Kulturlandschaft – also kleinteilige, durch Hecken und Gehölze zerteilte und durch weiträumig betriebene Weidewirtschaft geprägte Habitate. Er dürfte also im Verlauf der Jungsteinzeit, in der sich Ackerbau und Viehzucht großräumig entwickelten, neu entstehende Besiedelungsmöglichkeiten erheblich ausgeschöpft haben. So wird er nicht nur in Bestandszahlen und Siedlungsdichte erheblichen Zuwachs, sondern zudem eine deutliche Ausdehnung seines Verbreitungsgebietes erreicht haben. Die für den Neuntöter positiven Einflüsse der kleinteiligen Bewirtschaftung wie Windschutz, Entwässerung oder Rodung und Bewirtschaftung sonniger Standorte ermöglichten eine Ausbreitung auch in kühlere oder klimatisch exponierte Gebiete.
Mit dem Einzug der intensiven Landwirtschaft in der zweiten Hälfte des 20. Jh. kehrte sich diese Entwicklung um: Im Rahmen der Flurbereinigung wurden Hecken und Gehölze beseitigt, um die Bewirtschaftung mit großen Erntemaschinen zu ermöglichen. Die extensive Weidewirtschaft wich intensiver Beweidung oder Stallhaltung, Streuobstwiesen wurden in Plantagen umgewandelt, naturnah bewirtschaftete Weinberge durch monokulturartigen Terrassenbau ersetzt. Mähwiesen wurden intensiver und unter hohem Einsatz von Pestiziden bewirtschaftet, was u. a. das Angebot an Großinsekten verknappte und in Folge ab den 1950er-Jahren zu großen Bestandseinbußen in ganz Europa führte (siehe Bestandsentwicklung).
Heute ist der Neuntöter in der Kulturlandschaft oft nur noch in geeigneten Randgebieten zu finden, so zum Beispiel auf brachliegenden, verbuschenden Flächen, auf Kahlschlagflächen und Jungpflanzungen auch innerhalb geschlossener Forsten, an Deponien, Kiesgruben oder Autobahnböschungen und Bahndämmen.

## Siedlungsdichte
In eng besetzten, optimalen Habitaten liegt die Reviergröße zwischen 0,08 und 1,52 ha, durchschnittlich sind es 0,48 ha. Die Reviergröße kann zur Brutzeit stark variieren, dazu sind klare Grenzen oft nicht zu ermitteln (siehe Revier und Paarbildung). Entlang von Hecken oder Säumen sind Reviere oft linear und weisen eine entsprechend winzige Fläche auf. In dünn besiedelten Gebieten, wie z. B. in Südschweden beobachtet, kann es auch Reviergrößen von bis zu 3,38 ha geben.
Normale Siedlungsdichten schwanken je nach Lebensraum zwischen 0,2 (z. B. in der offenen Feldflur) und etwa 4 Revieren pro 10 ha bei günstigen Habitaten wie heckenreichem Feuchtgrünland oder feuchten Waldsäumen. In Ausnahmefällen werden aber auch höhere Siedlungsdichten erreicht, wie etwa 5,4 Brutpaare/10 ha auf einer Hutweide mit viel Dorngebüsch, 6,7 Brutpaare/10 ha auf einer Deponie am Wannsee oder sogar 15 Reviere auf 10 ha in der Slowakei.

## Ernährung
Der Neuntöter hat ein breites Beutespektrum an Kleintieren und weist ein dementsprechendes Repertoire an Jagdtechniken auf. Die Insektenjagd macht den größten Teil seiner Ernährung aus, er erweitert diese aber sehr wirkungsvoll durch die Jagd auf kleine Wirbeltiere.

### Nahrungsspektrum

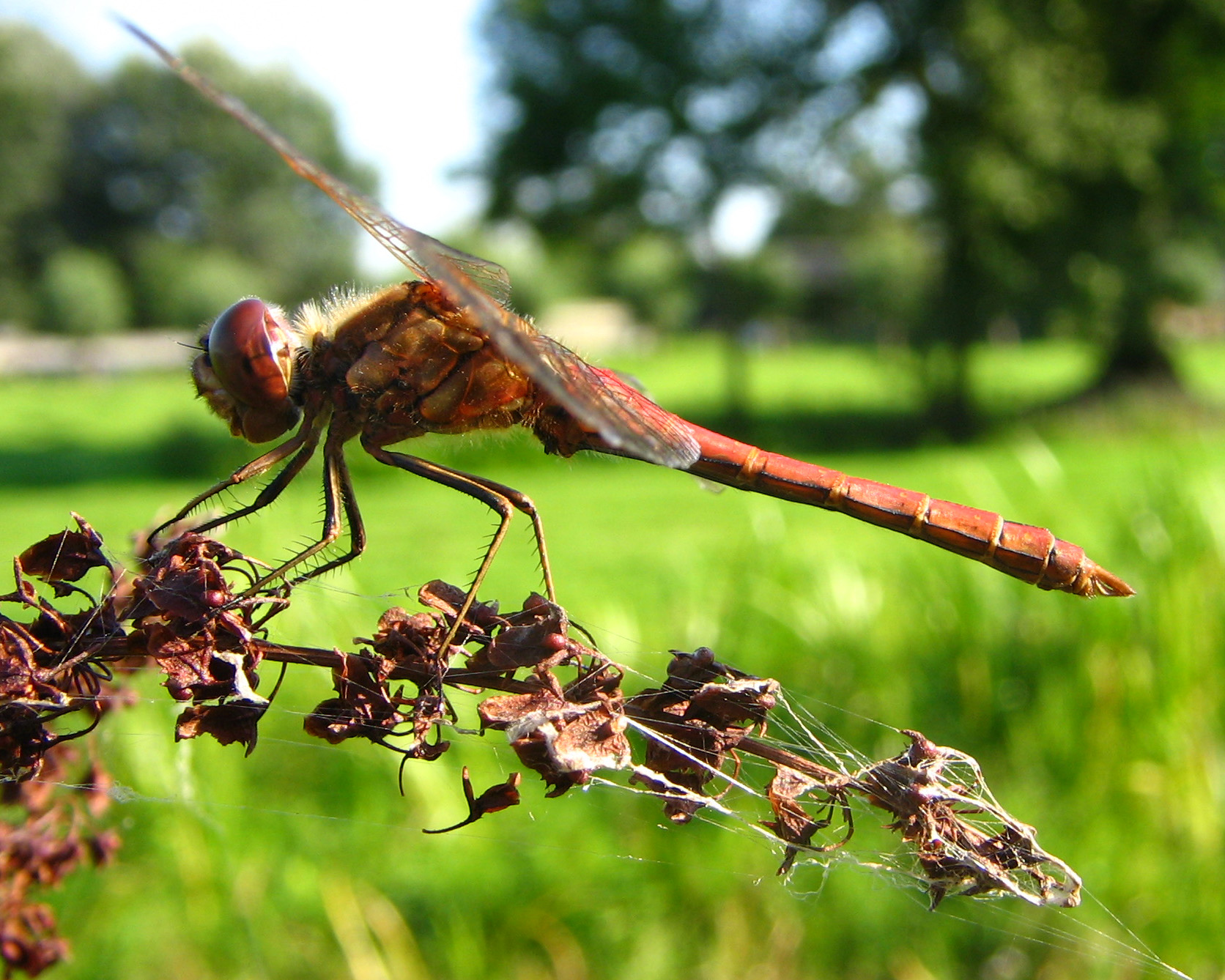
Großinsekten, wie Käfer oder diese Heidelibelle, bilden die Hauptnahrung des Neuntöters

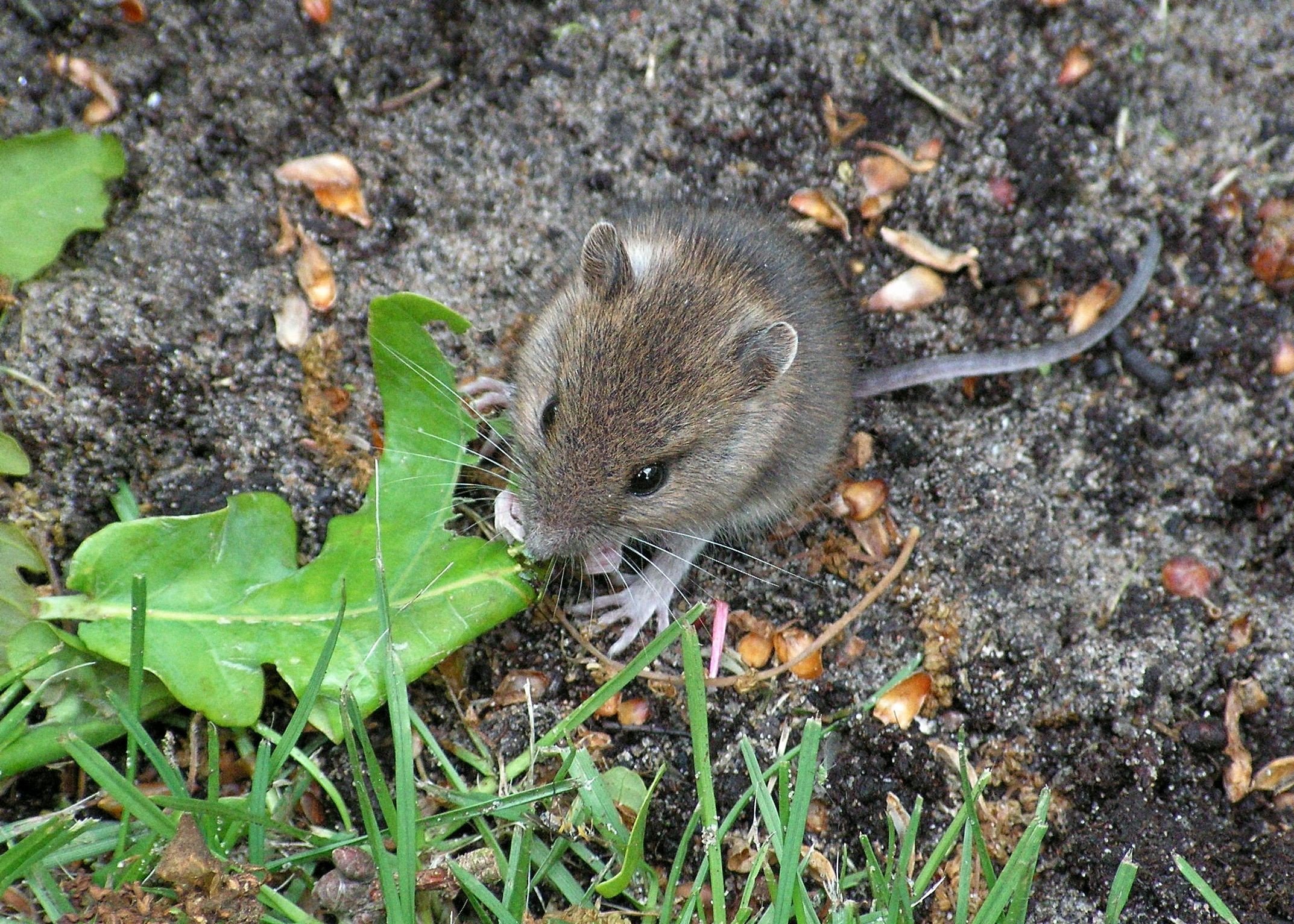
Kleinsäuger wie Mäuse erweitern das Nahrungsspektrum

Bei der Insektennahrung überwiegen meist große Käfer, häufig sind auch Hautflügler (Hummeln, Bienen und Wespen), aber auch größere Zweiflügler vertreten. Vorwiegend sind dies Imagines, Larven (beispielsweise Schmetterlingsraupen) spielen vor allem eine Rolle als Nestlingsnahrung. Gelegentlich kommen andere Arthropoden wie Spinnen, Asseln oder Tausendfüßer, aber auch Regenwürmer hinzu. Eine eher untergeordnete Rolle spielen Schnecken, die nur von einigen Individuen ins Nahrungsspektrum einbezogen werden.
In Jahren von Feld- oder Erdmaus-Gradationen können diese den größten Teil der Beute stellen. Ansonsten sind Kleinsäuger (wie Spitz-, Wald-, Haus- oder Rötelmäuse), obwohl sie gewichtsmäßig oft einen großen Anteil an der Beute ausmachen, eher Nahrungsergänzung bei schlechtem Wetter. In Feuchtgebieten können auch Amphibien einen großen Teil ausmachen, ebenso werden Reptilien (Eidechsen, Blindschleichen oder junge Ringelnattern) erbeutet.
Auch Kleinvögel fallen in das Beutespektrum. Dabei handelt es sich eher selten um Altvögel – wobei hier Arten bis zur Größe einer Goldammer erjagt werden – und meist um Nestlinge oder Jungvögel. Festgestellt wurden vor allem junge Singvögel, insbesondere Grasmücken oder Finken, aber auch Küken größerer Arten wie Rallen oder Hühnervögel. Möglicherweise wurden diese nicht erjagt, sondern bereits tot aufgefunden. Auf dem Zug scheint Vögeln als Beute ein größerer Stellenwert zuzukommen – teils in Ermangelung anderer Nahrung, teils wegen der guten Verfügbarkeit. So wurden Neuntöter bei der Jagd auf vom Zug erschöpfte Kleinvögel beobachtet. An einer Oase im Sudan ernährten sich mehrere Würgerarten, darunter der Neuntöter, vorwiegend von toten oder verendenden Vögeln.
Pflanzliche Nahrung spielt ausschließlich in Form von Beeren (beispielsweise Holunderbeeren, Himbeeren, Vogelbeeren) im Spätsommer und Herbst eine Rolle. Früchte, die früh genug reifen, wie beispielsweise Hecken- oder Sauerkirschen werden auch an die Nestlinge verfüttert.

### Jagdtechniken
Die Lauerjagd kommt vor allem bei Kleinsäugern zum Einsatz, aber auch bei Insekten wie beispielsweise Käfern und Heuschrecken. Von einer Warte aus werden dabei Beutetiere auf dem Boden im Umkreis von etwa 10 m angegriffen. Der Zielflug ist geradlinig und kann mit kurzen Flügelschlägen beschleunigt werden. Gegen Ende folgt meist ein kurzes Stück Gleitflug. Entweder wird dabei das Beutetier direkt angeflogen oder der Kurs durch kurzes Abbremsen mit den Flügeln noch einmal korrigiert.
Insekten werden zu einem Teil durch Flugjagd erbeutet. Bei der von einer Warte ausgehenden Insektenjagd ist der Jagdradius mit etwa 30 m größer als bei der Jagd auf Kleinsäuger. Dabei wird versucht, die Beute durch gezielten Anflug aus der Bahn zu werfen und dann zu ergreifen. Je geradliniger dabei der Flug des Insekts ist, desto höher ist die Trefferquote. Hummeln oder Falter werden daher öfter verfehlt. Häufig werden Insekten auch in schnellem Flug verfolgt, schwärmende Insekten sogar bis in große Höhen.
Kleinvögel oder Heuschrecken werden zuweilen auf einer Art Pirschjagd erbeutet, wobei der Vogel sich in kleinen Etappen annähert und sich desinteressiert gibt, um dann überraschend zuzuschlagen. Die Jagd auf andere Vögel ist eher selten von Erfolg gekrönt, es wurden aber Individuen beobachtet, die hierbei einen hohen Spezialisierungsgrad und eine dementsprechende Erfolgsquote erreicht hatten. Der Neuntöter betätigt sich bei Gelegenheit auch als Nesträuber, ein systematisches Suchen nach Nestern wurde seltener beobachtet.
Auf Mähwiesen wird mitunter zu Fuß gejagt, was häufig bei Jungvögeln oder Weibchen beobachtet wurde, die durch ihr hohes Gewicht vor der Eiablage beeinträchtigt waren.

### Nahrungsaufbereitung

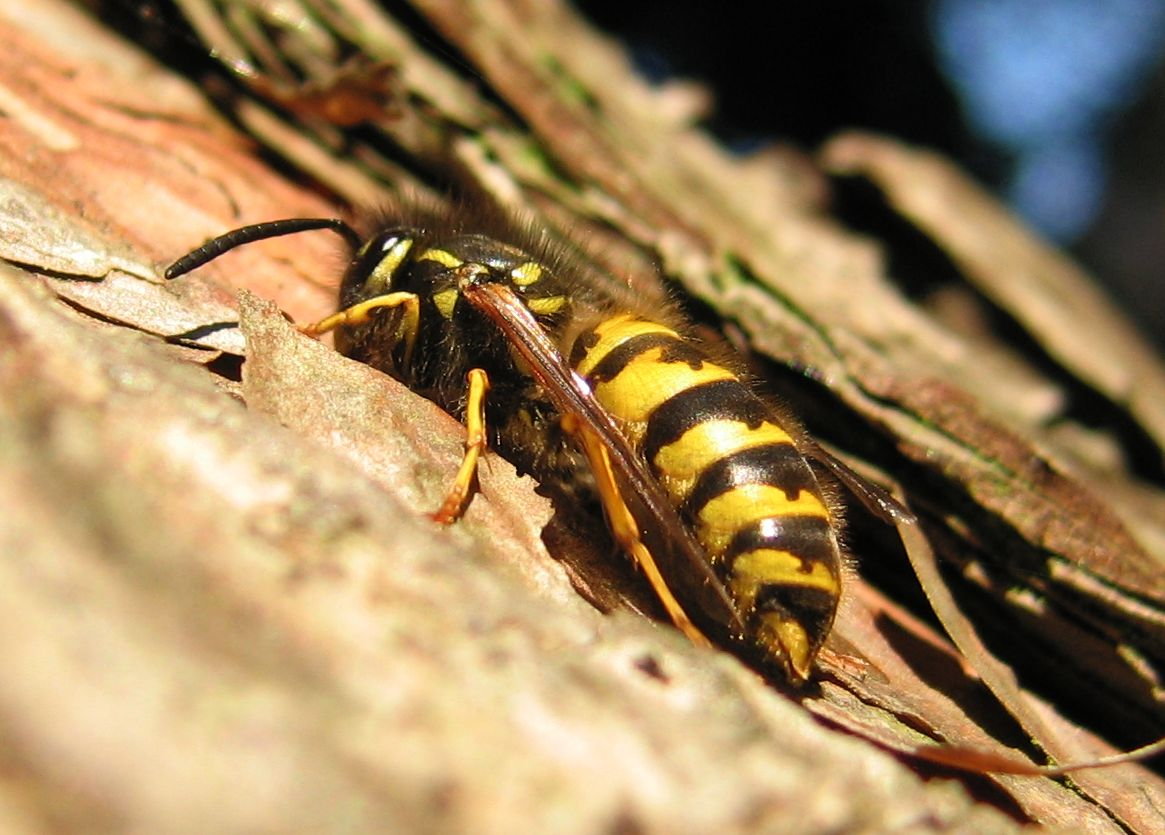
Wehrhafte Hautflügler wie diese Wespe werden oft aufwändig „entstachelt“

Nach erfolgreicher Jagd wird die Beute meist mehr oder weniger umständlich zum Verzehr aufbereitet und von schlecht verdaulichen Bestandteilen befreit. Bei akutem Hunger wird die Beute aber auch in großen Teilen oder wenn möglich im Ganzen verschlungen. Unverdauliche Bestandteile werden als Speiballen ausgewürgt. Diese haben bei einer ungefähren Länge von 25 mm meist 8–9 mm Durchmesser und zerfallen in trockenem Zustand leicht. Gewölle mit Mäusebestandteilen sind meist kompakter und können größer sein.
Die Nahrungsaufbereitung kann bis zu zehn Minuten in Anspruch nehmen. Bei Insekten werden dabei beispielsweise Fühler, Flügel und Beine fein säuberlich abgetrennt. Raupen werden gegen Zweige geschlagen und vom Kopf bis zum Ende durchgewalkt. Schneckengehäuse werden auf Steinen zertrümmert. Größere Früchte oder Beeren werden oft zerteilt und zu diesem Zweck auch auf Dornen gespießt.
Stachelbewehrte Insekten wie Wespen oder Hornissen werden meist nach dem Ergreifen am Thorax sofort weggeschleudert und wieder aufgegriffen, was so lange wiederholt wird, bis die Beute sich nicht mehr regt. Danach wird durch Reiben auf einer festen Unterlage versucht, den Stachel durch Herausquetschen zu entfernen. An von Hand aufgezogenen Neuntötern wurde mittels Attrappenversuchen ermittelt, dass der Vogel die Gefährlichkeit instinktiv an Elastizität und Größe des Insektenkörpers erkennt. Bei einigen Individuen wurde aber auch beobachtet, dass größere Hautflügler mitsamt Stachelapparat verschlungen wurden. Auch gegenüber anderen Abwehrmechanismen, wie beispielsweise stinkenden oder ätzenden Absonderungen einiger Käferarten, erweist sich der Neuntöter als unempfindlich.
Wirbeltiere werden durch einen Biss in den Nacken getötet und vom Kopf her zerteilt und angefressen. Oft wird zunächst der Schädel geöffnet und das Hirn verspeist. Bei Attrappenversuchen wurden auch vermeintliche Rivalen mit Bissen in den Nacken angegriffen. Auch Insekten werden möglichst hinter dem Kopf am Thorax gepackt und zerquetscht. Beim Halten lässt sich der Vogel nie auf der Beute nieder, sondern hält sie nur mit einem Fuß, wobei er Standfestigkeit durch Auflegen des Laufbeins erlangt. Zum Tragen der Beute wie auch zum sogenannten „Fressen aus der Faust“ werden ebenfalls oft und geschickt die Füße eingesetzt.

### „Spießen“
Im Allgemeinen setzt der Neuntöter auf die Jagd nach Insekten. Bei schlechter Witterung kann diese aber wenig ertragreich sein. Um beispielsweise mehrere Regentage oder feuchtkalte Morgenstunden zu überbrücken, neigt er darum zum Anlegen von Vorräten, indem er größere Beutetiere – meistens kleine Wirbeltiere, aber auch größere Insekten – auf Dornen oder Stacheln sowie auf Stacheldraht von Weidezäunen spießt. Seltener kommt das Aufhängen der Beute in Astgabeln oder Verzweigungen vor.
Das angeborene Verhalten des „Spießens“ wird durch Erfahrung in der Geschicklichkeit verfeinert. Teilweise dient das Aufspießen nur dem Zerteilen größerer Beutestücke. In dieser Form kann es hin und wieder auch in den Winterquartieren beobachtet werden. Zumeist (und während der Brutzeit ausschließlich) dient das Spießen aber der Vorratshaltung. Dabei werden Vorratsplätze meist vom Männchen, seltener vom Weibchen bestückt, es bedienen sich aber beide daran. Vorratsplätze liegen nie im Nestbusch, aber meistens in dessen unmittelbarer Nähe an ein oder zwei Plätzen im Revier konzentriert. Verwesende Beutestücke werden regelmäßig entfernt.
Es wurden teils sehr umfangreiche Vorratsplätze gefunden, beispielsweise mit bis zu sieben Mäusen, ebenso vielen jungen Dorngrasmücken oder 30 Maikäfern.

## Fortpflanzung

### Revier- und Paarbildung

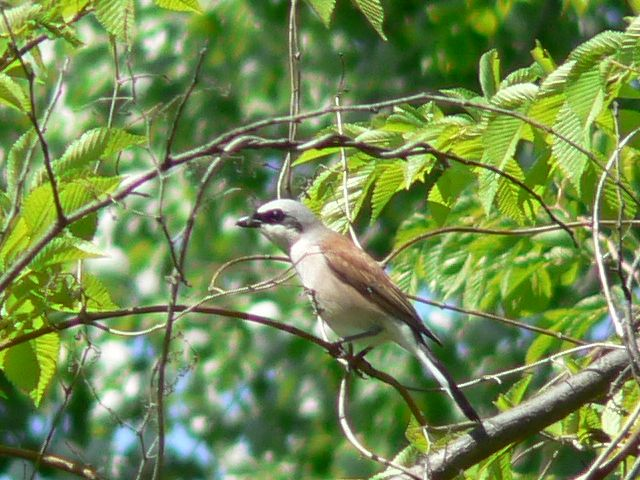
Die Männchen treffen meist zuerst im Brutrevier ein

Neuntöter verpaaren sich meistens nur für die Dauer einer Brutsaison. Kehren sowohl Männchen als auch Weibchen in dasselbe Revier zurück, sind Wiederverpaarungen im Folgejahr möglich. Dies ist aber aufgrund der geringen Reviertreue der Weibchen selten. Nach Verlust einer Brut kann es später auch zu Umpaarungen kommen.
Die Vögel sind bereits im ersten Jahr geschlechtsreif und brüten in der Regel. Dazu suchen sie aber nur sehr selten ihren Geburtsort auf. Erstbrüter ohne Bruterfolg kehren ebenfalls nur sehr selten in das Vorjahresrevier zurück. Mit dem Alter der Vögel scheint die Reviertreue zuzunehmen.

#### Ankunft im Brutrevier
Bisweilen werden schon auf dem Zug Paarbindungen geschlossen, zumeist treffen Neuntöter aber unverpaart in den Brutrevieren ein. Die Männchen sind dabei meist die ersten, die Weibchen folgen bis zu fünf Tage später. Wenn ein Männchen innerhalb dieser Frist keine Partnerin findet, sucht es zumeist ein neues Revier. Weibchen wechseln ihren Standort aus dem gleichen Grund oft schon nach Minuten.
Kurz nach Ankunft im Brutrevier verhalten sich die Männchen noch ziemlich zurückhaltend, rückt die Ankunft der Weibchen näher, wird das Revierverhalten auffälliger. Oft sind die Reviere anfangs sehr umfangreich, können aber unter wachsendem Druck durch andere ankommende Männchen massiv zusammenschrumpfen. Zu Beginn des Brutgeschehens kann es ebenfalls noch einmal zu Raumverlusten kommen, da das Paar zu diesem Zeitpunkt seinen Aktionsradius sehr begrenzt und das Männchen anstelle der Revierverteidigung vorwiegend darauf bedacht ist, das Weibchen gegen paarungswillige Rivalen zu verteidigen. Die genauen Revierabmessungen sind kaum zu ermitteln, da eine Verteidigung gegen Eindringlinge meist nicht an den Grenzen erfolgt, sondern erst, wenn ein Rivale in das Zentrum vordringt.

#### Balzverhalten

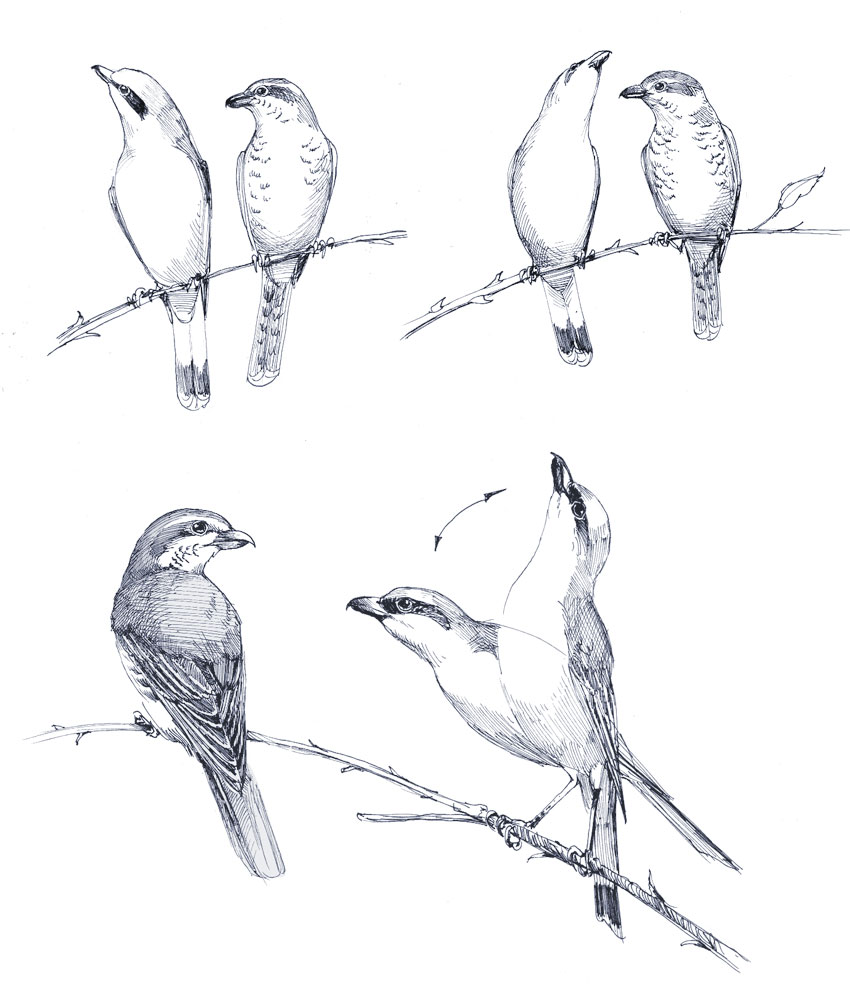
Balzverhalten des Neuntöters, unten die so genannte Nickbalz

Sobald ein Weibchen in das Revier eines unverpaarten Männchens kommt, steigert sich dessen Gesangslautstärke und es beginnt mit auffälligen Imponierflügen das Weibchen zu umwerben, bevor es dessen unmittelbare Nähe aufsucht, was immer wieder durch ein Abfliegen des Weibchens unterbrochen werden kann.
Gelingt es dem Männchen in der Nähe des Weibchens zu bleiben, beginnt es dieses – unter ständigem Kopfdrehen mit abwechselndem Zuwenden von weißer Kehle und grauem Oberkopf – für sich einzunehmen. Nach längerem erfolgreichem Werben folgt ein rituelles Füttern des Weibchens, das mit einem leichten Flügelzittern und Spreizen der Steuerfedern reagiert. Die Fütterungsintervalle sind mit etwa 8 Fütterungen pro Stunde am ersten Tag recht klein, werden aber später größer. Erst vor der Eiablage wird das Füttern wieder intensiver.
Nach den ersten Fütterungen folgt immer wieder die sogenannte „Nickbalz“, bei der das Männchen unter intensivem Gesang in einem rhythmischen Ablauf abwechselnd in aufgereckter Haltung den Kopf in den Nacken legt und den Schnabel senkrecht in die Höhe streckt, um sich darauf mit gerade durchgestrecktem Rücken vom Weibchen abgewandt zu verbeugen. Nach anfänglichem Ausweichen reagiert das Weibchen ebenfalls mit rhythmischem Nicken. Nach etwa einer Viertelstunde des Werbens nähert sich das Weibchen auch aus eigenem Antrieb dem Männchen, es folgen kleine Verfolgungsflüge durch das Geäst und eine ritualisierte Suche nach einem Nistplatz.
Nach der Paarbildung wird das Weibchen kaum aus den Augen gelassen und intensiv gegen Rivalen verteidigt. Dies ist offensichtlich nötig, denn unverpaarte Männchen – deren Aktionsradius meist größer ist als das der Paare – versuchen sehr aufdringlich, bereits verpaarte Weibchen zu umwerben. Die Phase der Störung durch noch alleinstehende Rivalen, deren Anteil in Mitteleuropa meist recht konstant zwischen 5 und 16 % liegt, kann sich über mehrere Tage erstrecken, da die Weibchen meist äußerst zeitversetzt in den Brutgebieten eintreffen.

#### Kopulation
Etwa drei Tage vor der Eiablage kommt es zu den ersten Kopulationen, diese wiederholen sich bis etwa zum Ende der Legetätigkeit. Die Kopulation wird von Seiten des Männchens mit Flügelzittern und Bettelrufen eingeleitet, auf die das Weibchen ähnlich reagiert. Dieses „Vorspiel“ kann 3–10 Sekunden dauern, die Kopulation dauert etwa zwischen 2 und 4 Sekunden.

### Nestbau und Neststandort

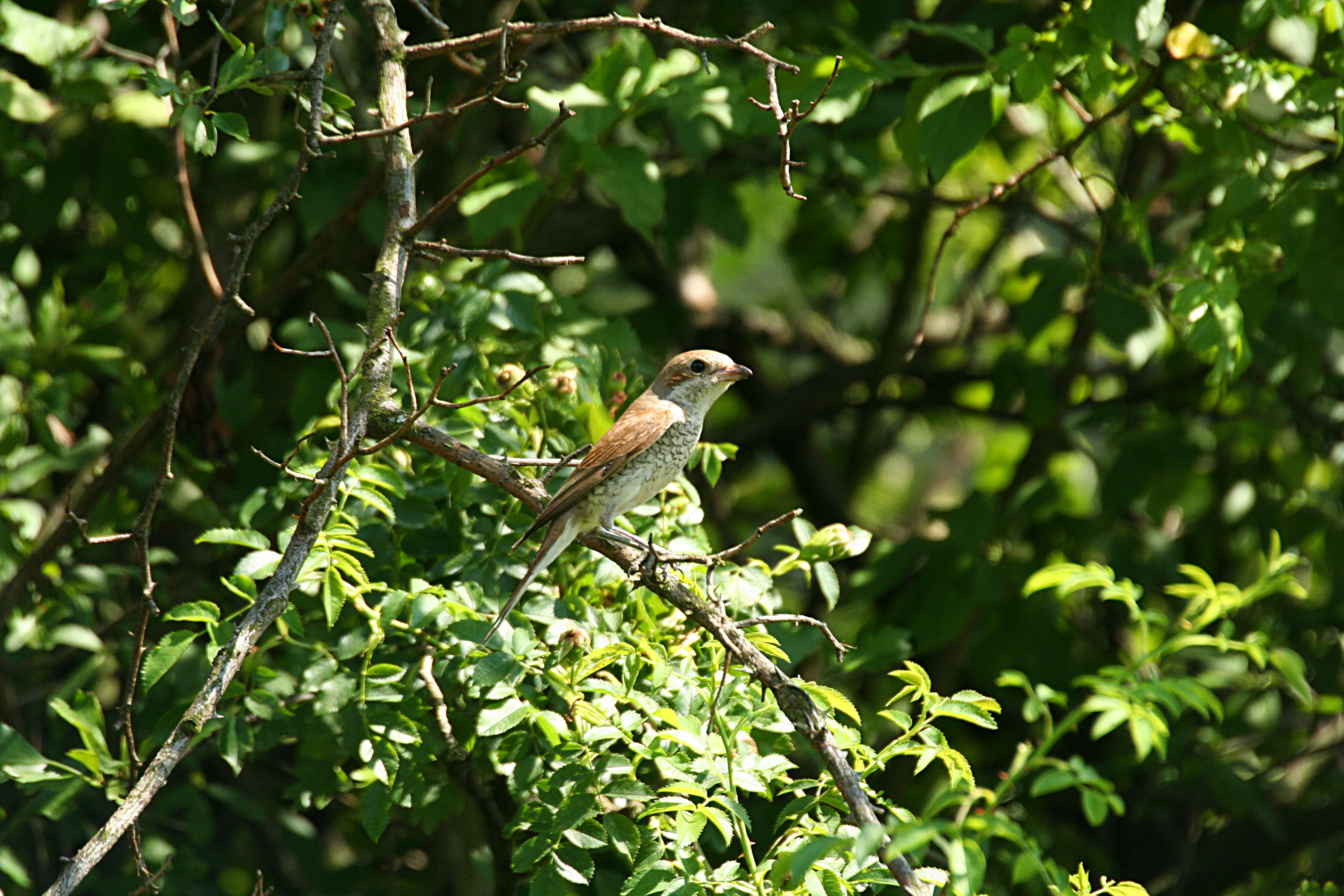
Neuntöterweibchen in einem Gebüsch aus Heckenrose

Bei der Suche nach einem Nistplatz zeigt das Männchen verschiedene Möglichkeiten auf, die endgültige Entscheidung geht vom Weibchen aus.
Als Neststandort werden Dornsträucher von 1,5–2,5 m Höhe bevorzugt. Hierbei sind in Mitteleuropa Schwarz- und Weißdorn, Heckenrose oder Brombeere die häufigsten. In anderen Regionen können dies u. a. Stechginster, Stechpalme oder Berberitze sein. In Ermangelung von Dornsträuchern werden auch gerne Nadelbäume wie Fichten (z. B. auf Jungpflanzungen) oder Wacholder angenommen. Seltener, in einigen Regionen aber recht häufig, steht das Nest in Laubgehölzen. Besonders gerne werden Sträucher oder Bäume ausgesucht, die durch dichten Bewuchs mit Schlingpflanzen wie Waldrebe oder Hopfen gute Deckung bieten. Hier kann das Nest durchaus auch in Bodennähe gefunden werden. Die Höhe des Neststandorts hängt sonst meist von der Höhe der gewählten Vegetation ab. Sie liegt in Sträuchern meist durchschnittlich zwischen 80 und 160 cm, in Bäumen um 3,5 m Höhe. In Ausnahmen, z. B. in alten Obstbäumen wurden auch Nester in 12 oder sogar 25 m Höhe gefunden. Als Reaktion auf den Verlust der Erstbrut werden Nester von Ersatzbruten in größerer Höhe gebaut, also weniger gut erreichbar.
Das Nest wird innerhalb von 4 bis 6 Tagen von beiden Partnern gebaut. Es ist napfförmig und misst bei durchschnittlich 95 mm Höhe etwa 120 × 140 mm im Durchmesser. Die Nistmulde hat durchschnittlich 70 × 80 mm Durchmesser und ist etwa 50 mm tief.
Es besteht meist aus drei unterschiedlichen Schichten: Der lockere Außenbau besteht aus lose ineinandergeflochtenen, groben Stängeln von Kräutern (z. B. Waldrebe, Labkraut, Schafgarbe), Grashalmen oder feinen Zweigen von Sträuchern, bisweilen wird grobes Material wie Baumrinde eingebaut. Die mittlere Schicht macht die Stabilität des Nestes aus und besteht aus gut aneinander haftenden, wollig-voluminösen Baustoffen, die fest zusammengefügt sind, wie etwa Moos und feine Halme, Pflanzenwolle (Grasrispen, Korbblütler-, Weiden- oder Rohrkolbensamen), Wurzelgeflecht, Federn oder Haare. Die innere Polsterung besteht aus ähnlichem Material, das aber meist in der Konsistenz viel feiner und locker verarbeitet ist.
Bei entsprechend einseitigem oder aber reichhaltigem Angebot kann das Nest auch ausschließlich oder zum größten Teil nur aus einem der genannten Baustoffe gefertigt sein. So wurden Nester gefunden, die nur aus Hühnerfedern oder der Füllung eines alten Autositzes gebaut waren.

### Gelege und Bebrütung

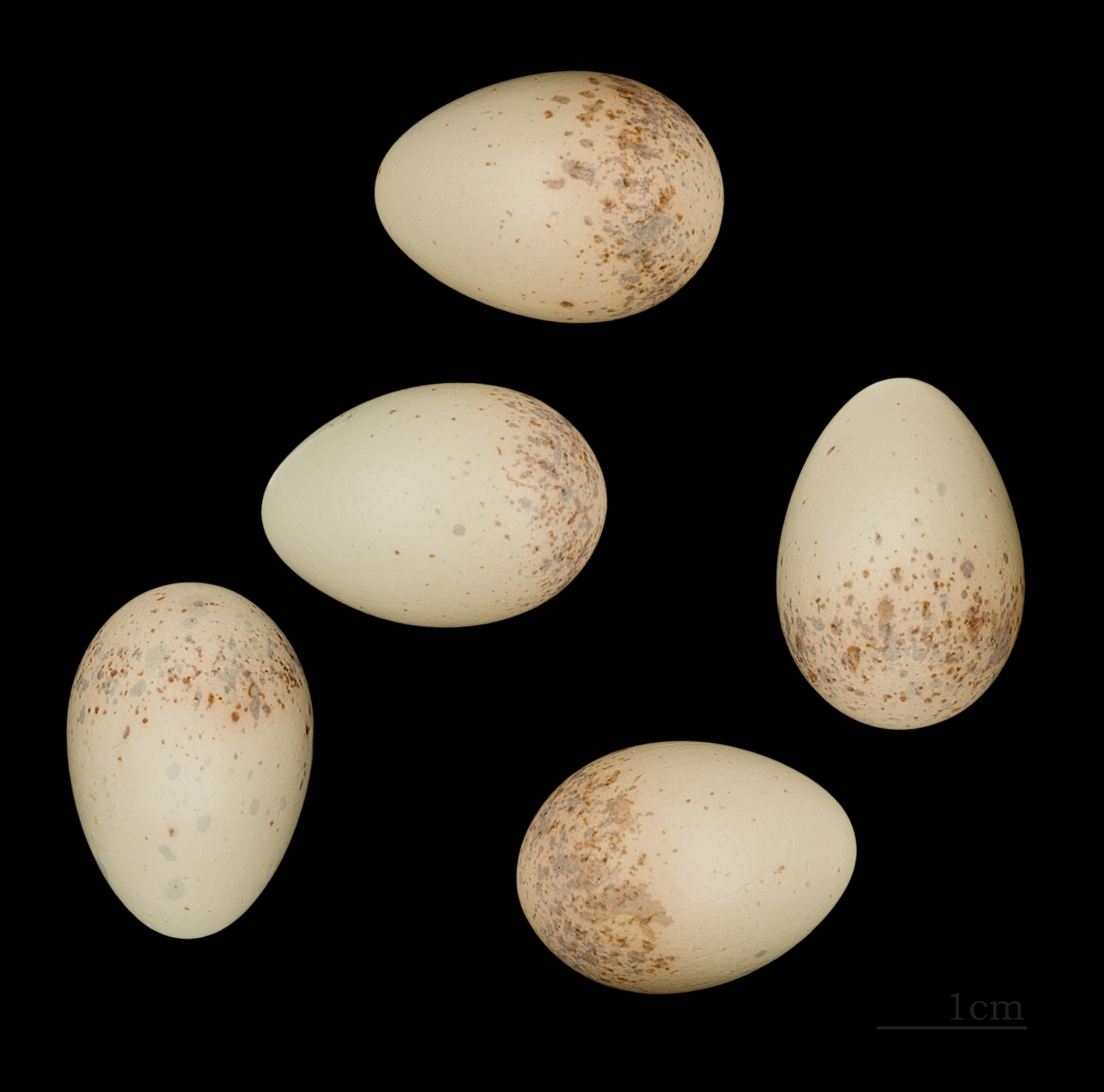
Eier des Neuntöters

Zwei Eier des Neuntöters und ein Ei des Kuckucks (vorne links), das in der Färbung denen des Wirtsvogels angepasst ist (zu anderen Beispielen siehe dort)

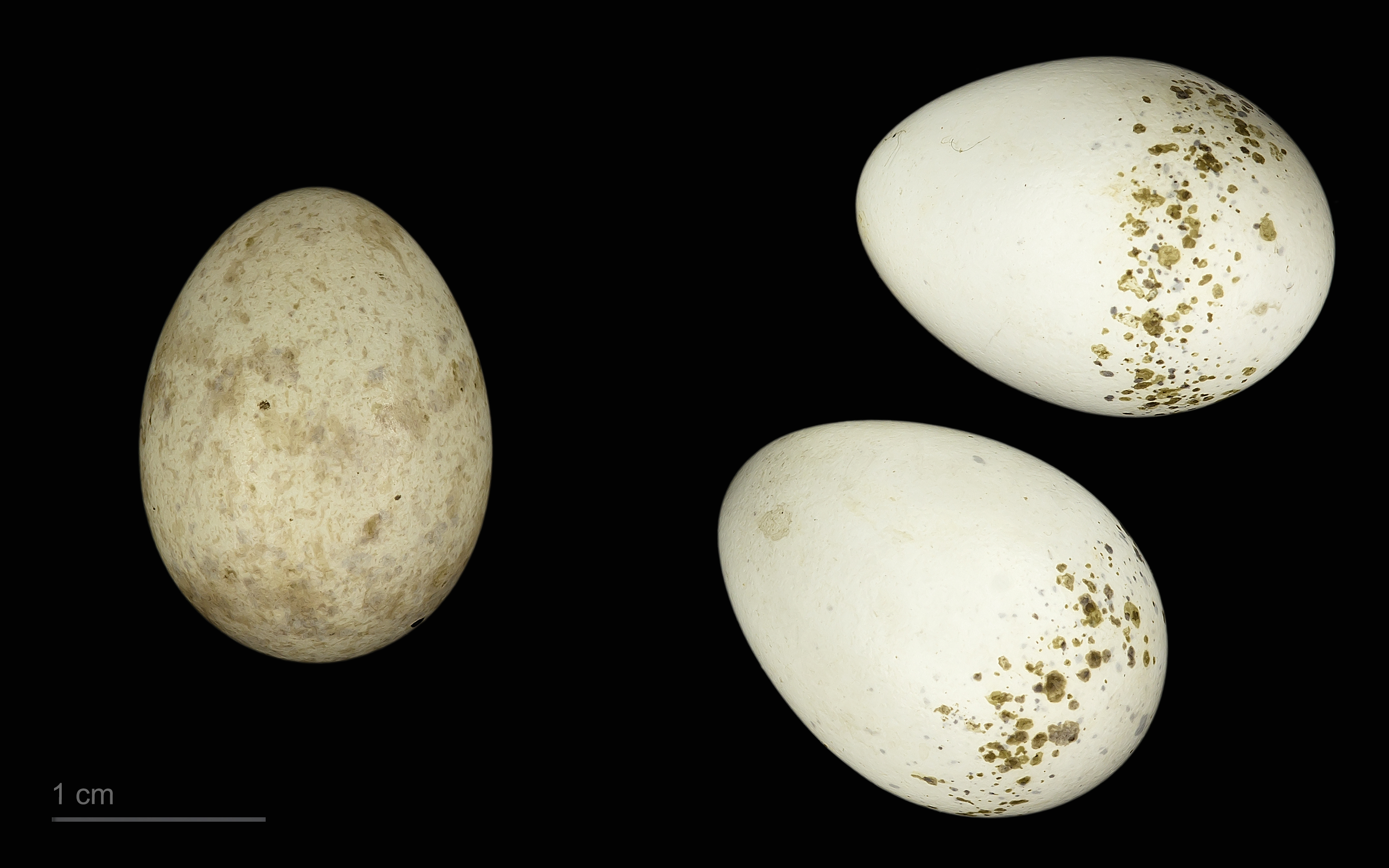
Links: Cuculus canorus canorus rechts: Lanius collurio, Sammlung Museum von Toulouse

Die Eiablage erfolgt meist direkt oder wenige Tage nach Fertigstellung des Nestes, in Einzelfällen wird noch nach der Eiablage am Nest weitergebaut. In Süddeutschland und im Alpenraum liegt der früheste Legetermin um den 5. Mai, in Norddeutschland um den 13. Mai, insgesamt fällt die Hauptlegezeit in die dritte Maidekade. Spätes Ausschlagen der Vegetation oder schlechtes Wetter können die Legetätigkeit hinauszögern.
Während der Phase der Eiablage legt das Weibchen jeden Tag in den Morgenstunden ein Ei. Das Weibchen übernachtet auch vor der Eiablage bisweilen schon auf dem Nest, die Bebrütung wird allerdings erst nach der Ablage des vorletzten (manchmal des letzten) Eis begonnen, sodass alle Jungvögel etwa am selben Tag schlüpfen.
Das Gelege besteht aus 2 bis maximal 8, zumeist 5–6 Eiern. Diese sind oval und durchschnittlich 22 × 17 mm groß. Die möglichen Grundfärbungen – weißlich (weiß, gelblich, hellgrau oder beige), grünlich oder rötlich – tragen eine Obersprenkelung, die zwischen verschiedenen Brauntönen variieren kann. Darunter liegt eine blassere Sprenkelung in je nach Farbtyp unterschiedlich getöntem Grau. Auch die Verteilung der Sprenkelung kann recht unterschiedlich sein.
Die ausschließlich vom Weibchen vorgenommene Bebrütung dauert etwa 14–15 Tage, unter schlechten Witterungsbedingungen auch länger. Sie wird meist stündlich durch durchschnittlich fünfminütige, maximal etwa viertelstündige Pausen unterbrochen, in denen das Weibchen sich nicht mehr als 100 Meter vom Nest entfernt und eigenständig Beute erjagt oder sich am „Spießplatz“ (siehe Ernährung) des Männchens versorgt. Ansonsten wird es während der Bebrütung durchschnittlich achtmal pro Stunde vom Männchen gefüttert.

### Schlüpfen der Jungvögel
Die frühesten Bruten schlüpfen in Mitteleuropa in der 3. Maidekade, die spätesten Anfang August; der größte Teil der Jungvögel schlüpft in der 2. Julidekade. Das Schlüpfen der Jungen wird von diesen durch Anritzen der Eischale mit dem Eizahn bereits bis zu 10 Stunden vorher vorbereitet, beim Vorgang des Schlüpfens wird die Schale in einem längeren Prozess durch heftige Bewegungen gesprengt, dies dauert pro Jungvogel etwa 5–6 Stunden. Vom Schlüpfen des ersten Jungvogels bis zum letzten verstreichen meist mehr als 24 Stunden. Währenddessen trippelt das Weibchen immer wieder auf dem Nestrand herum und bearbeitet die Eier. Nach dem Schlüpfen werden die Eierschalen weggetragen, unbefruchtete Eier bleiben meist liegen.

### Nestlingszeit
Die Nestlingsdauer beträgt 14–16 Tage, unter ungünstigen Bedingungen ist sie 1–2 Tage länger. Während der ersten drei Tage versorgt das Männchen das Weibchen mit Nahrung, welches das Nest kaum verlässt. Dieses zerteilt und verfüttert das Futter an die Jungvögel, seltener stillt es den eigenen Hunger. Ab dem vierten Tag unterbricht das Weibchen das Hudern immer öfter durch Jagdflüge. Nach dem siebten Tag wird das Hudern dann seltener, kann aber je nach Wetterlage noch bis zum 10. oder 12. Tag anhalten. Es jagen und füttern nun beide Partner, teils mit unterschiedlichen Anteilen. Fällt ein Partner aus, kann auch ein Vogel allein selbst größere Bruten versorgen.
Die Fütterungsintensität nimmt mit dem Wachstum der Jungen stark zu. Bis zum Ende der ersten Woche wird durchschnittlich etwa 9–10 Mal pro Stunde gefüttert, danach von etwa 12 bis zu 28 Mal. Ist das Angebot an Großinsekten spärlich, wird vermehrt durch Verfüttern von größeren Beutetieren ausgeglichen, wodurch die Anzahl der Fütterungen deutlich kleiner sein kann, da die verfütterten Portionen dann größer sind. Die Kotballen werden anfangs oft gefressen, sind die Nestlinge älter, werden sie abtransportiert und in einer Entfernung von bis zu 90 Metern fallengelassen.
Bei intensiver Sonneneinstrahlung kommt es vor, dass das Weibchen die Nestlinge mit den Flügeln beschirmt. Ab dem Alter von etwa zehn Tagen verlassen aber die Jungvögel schon vorübergehend das Nest, sei es um Schatten aufzusuchen oder um bei Störungen ein Versteck in der Vegetation zu finden.

### Nestlingsentwicklung
Direkt nach dem Schlüpfen sind die Nestlinge bis auf einen leichten Daunenflaum am Bauch nackt, die Augen sind noch komplett geschlossen. Sie liegen flach im Nest und richten sich bei der Fütterung mit geöffnetem Sperrrachen senkrecht auf. Zur Kotabgabe heben sie einfach das Hinterteil senkrecht in die Höhe.
Nach zwei Tagen ist das Wachstum der Befiederung auf Kopf und Rücken anhand von schwarzen Punkten zu erkennen. Ab dem vierten Tag öffnen sich langsam die Augen, und die Blutkiele der Schwingen durchstoßen die Haut. Die Nestlinge sitzen nun mit hängendem Kopf auf Steiß und Fersen. Beim Koten wird das Hinterteil über den Nestrand gereckt.
Nach 5–6 Tagen sind die Augen bereits spaltförmig geöffnet, und an der Brust öffnen sich die Federfahnen des Kleingefieders. Nun hocken die Nestlinge am Rande der Nistmulde und legen den Schnabel auf den Rand des Nestes. Nach etwa einer Woche öffnen sich die Fahnen des Rückengefieders, und an den Schwingen bilden sich kleine Federspitzen. Nach spätestens acht Tagen haben sich die Augen vollkommen geöffnet, und erste visuelle Reize werden erfasst. Trotzdem wird erst ab dem 11. Tag den Eltern der Sperrrachen zielgerichtet entgegengestreckt.
Ab dem 12. Tag bedeckt die Befiederung den gesamten Körper, nach 15 Tagen ist das Kleingefiederwachstum im Wesentlichen abgeschlossen. Lediglich Schirmfedern, Schwingen und Steuerfedern sind noch sehr kurz. Erstere sind etwa nach einem knappen Monat (26.–30. Tag) auf volle Länge ausgewachsen, der restliche Flügel braucht noch etwa 10 Tage länger (36–40. Tag), und der Stoß erreicht wenige Tage danach (40.–42. Tag) seine volle Länge.

### Ausfliegen
Auch nach dem Ausfliegen werden die Jungen noch intensiv gefüttert und im Familienverband geführt. Ab dem 26. Lebenstag beginnen die Jungvögel selbst, Nahrung zu erbeuten, werden aber erst nach mindestens 37 Tagen in die Selbständigkeit entlassen. Mit 42 Tagen sind junge Neuntöter ausgewachsen, bis zum 47. Tag wurden aber noch Familien beobachtet, bei denen die Altvögel fütterten. Eine so lange Fütterungszeit ist meist vor allem durch schlechte Witterung bedingt.

### Brutverlust und Bruterfolg
Bei Verlust einer Brut wird fast immer ein neues Nest gebaut. Dabei ist die Anzahl der Eier meist geringer als beim ersten Versuch. Erfolgt der Verlust später als Anfang Juli, wird meist kein zweites Mal gebrütet. Es sind aber einige Fälle von sehr späten Bruten dokumentiert, bei denen z. B. die Jungvögel erst im September ausflogen. Zweitbruten gibt es in der Regel nicht.
Die Anzahl der Nester mit Totalverlust ist oft relativ hoch (bis zu 40 %). Etwa 70 % der Eier erreichen meist das Schlupfstadium, durchschnittlich 40 % der Jungvögel überleben bis zum Ausfliegen. Der Anteil der unbefruchteten Eier oder solchen mit toten Embryonen liegt meist zwischen 2,5 und 5,2 %. Bei Paaren mit Bruterfolg fliegen durchschnittlich 4 Jungvögel aus. Eine langjährige Untersuchung in Baden-Württemberg ergab, dass mit der Gelegegröße die durchschnittliche Anzahl der ausgeflogenen Jungvögel nur sehr geringfügig ansteigt.
Verlustursache sind zumeist Prädatoren, vorwiegend Rabenvögel (besonders Eichelhäher und Elster), seltener Säugetiere wie Hauskatzen, Marderartige oder Nagetiere (Bilche oder Mäuse). In Ausnahmefällen wurden Bruten auch durch Ameisen vernichtet. Als zweithäufigste Ursache wurde schlechte Witterung festgestellt, dabei wirken sich offenbar niedrige Temperaturen in der 2. Julihälfte besonders deutlich aus. Auch eine mehrere Tage anhaltende kühle und regnerische Witterung kann hohe Verluste nach sich ziehen, hiervon sind die älteren Jungvögel, die nicht mehr gehudert werden, meist besonders betroffen. Durch den Menschen verursachte Verluste (z. B. durch Landwirtschaft, Störungen u. a.) können ebenfalls einen hohen Prozentsatz ausmachen.
Der Neuntöter ist nicht selten Kuckuckswirt. Die Häufigkeit variiert in verschiedenen Regionen, eine besondere Häufung scheint aber in Sachsen und umliegenden Regionen vorzuliegen.

## Parasiten
Der Saugwurm Skrjabinus skrjabini ist ein spezifischer Parasit der Gallenblase beim Neuntöter.

## Bestandsentwicklung

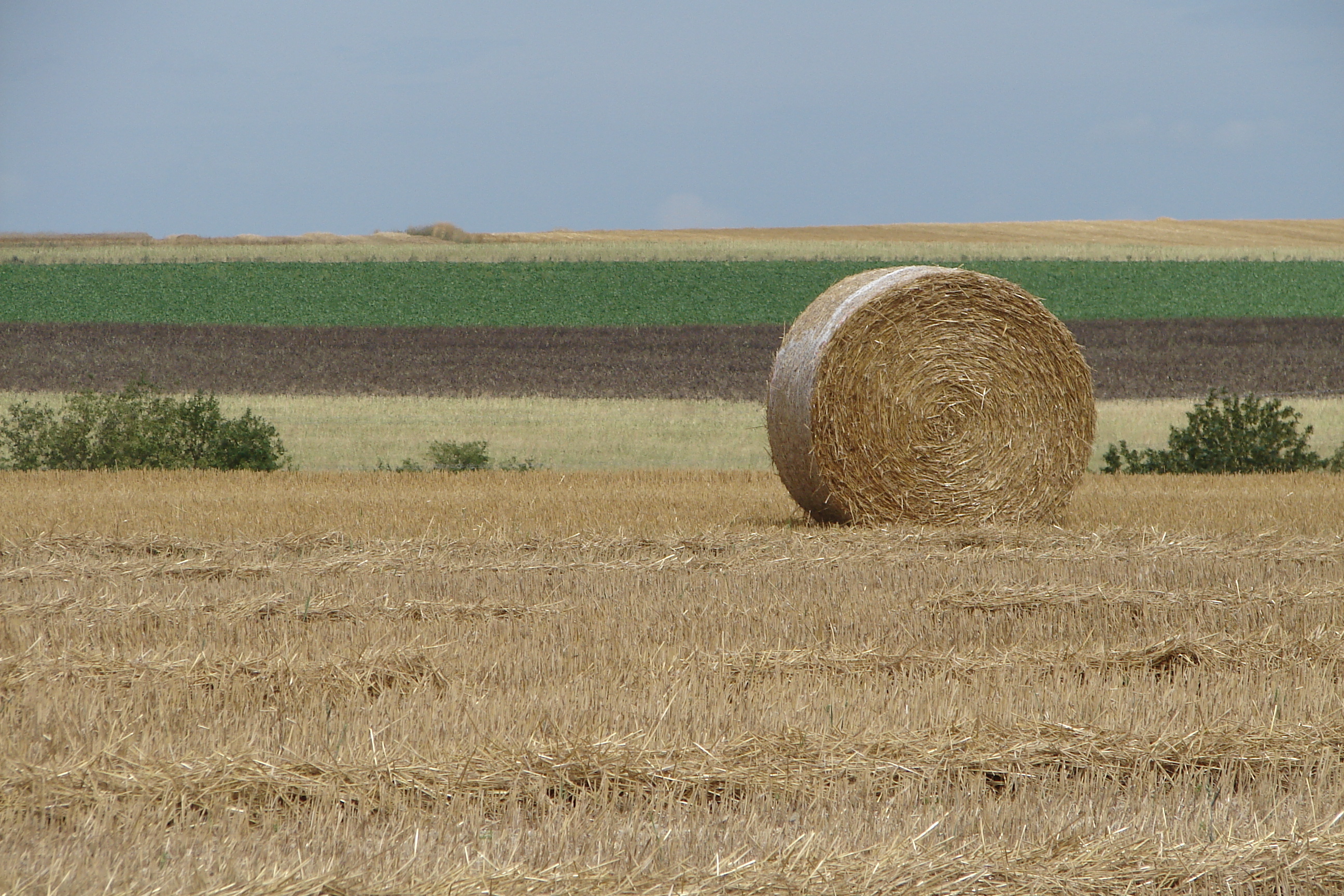
Die Intensivierung der Landwirtschaft verdrängte den Neuntöter weiträumig aus der Kulturlandschaft

Generell unterliegt der Bestand meist größeren lokalen oder regionalen Schwankungen. Dies ist auf die Kurzlebigkeit einiger bevorzugter Habitattypen zurückzuführen: Flächen wie Jungpflanzungen oder Sukzessionsstadien (wie beispielsweise der nach der Wiedervereinigung zuwachsende ehemalige „Todesstreifen“ an der innerdeutschen Grenze) bieten für den Neuntöter nur wenige Jahre günstige Bedingungen. Oft werden kleinflächige Habitatverluste, wie sie vor allem die extensiv bewirtschaftete Kulturlandschaft auszeichnen (z. B. durch das Zurückschneiden von Hecken bis auf den Stock), dadurch ausgeglichen, dass andernorts durch fortschreitende Vegetationsentwicklung neue Brutmöglichkeiten entstehen.
Davon abgesehen ist in West- und Mitteleuropa der Bestand massiv eingebrochen, was in einigen Ländern bereits Anfang des 20. Jahrhunderts eingesetzt hat, in anderen Ländern erst etwa in den 1960/70er Jahren. Dieser Einbruch hat sich bis in die späten 1980er Jahre fortgesetzt. Seit den 1990er Jahren ist nach den großen Bestandseinbußen der vorigen Jahrzehnte vielerorts eine Stabilisierung oder sogar eine leichte Erholung der verbliebenen Bestände eingetreten.
So ist ein umfangreiches Brutvorkommen in England und Wales, wo der Neuntöter noch im 19. Jahrhundert ein verbreiteter Brutvogel war, bis 1980 auf ein Restvorkommen zusammengeschrumpft, welches 1989 ganz erlosch. Lediglich in Nordschottland konnten in den 1990er Jahren noch Brutnachweise erbracht werden und seit 2010 gab es einzelne erfolgreiche Bruten in Dartmoor. Ansonsten ist der Neuntöter auf den britischen Inseln ausgestorben.
In den Niederlanden gingen die Bestände von 5.000–15.000 Brutpaaren (1900) innerhalb eines knappen Jahrhunderts auf 150–220 Brutpaare (1989/90) zurück. Aus anderen Ländern wurde ein Bestandsrückgang von mindestens 20 % gemeldet. Lediglich im Zentrum des Verbreitungsgebiets, dem östlichen Mitteleuropa also, scheinen die Bestände stabil geblieben zu sein, wobei die Art hier aber ungenügend erfasst wurde. Im skandinavischen Raum, wo der Neuntöter sogar noch an Ausbreitung gewann, war die Bestandsentwicklung hingegen zeitweise stark positiv.
Im atlantischen Raum wurde bisweilen die klimatische Entwicklung – hin zu kühleren, niederschlagsreicheren Sommern – für den Bestandsrückgang verantwortlich gemacht. Die Ursachen in Mitteleuropa liegen jedoch mit großer Gewissheit vor allem in der Intensivierung der Landwirtschaft und entsprechenden Begleitumständen wie der Flurbereinigung in den 1960er-Jahren und dem massiven Einsatz von Pestiziden. Aber auch auf dem Zug und in den Winterquartieren sind Ursachen für Bestandsrückgänge zu vermuten. Anhaltende Trockenheit in der Kalahari – einem bedeutenden Überwinterungsgebiet – mag eine Ursache sein. In Äthiopien wurde in den 1970er-Jahren eine bedeutende Abnahme von Durchzüglern festgestellt, in Namibia nahmen die Zahlen der Überwinterer ab.
1994 wurden die Bestände in Europa auf 6,3–13 Mio. Brutpaare geschätzt. Der Bestandstrend ist immer noch leicht rückläufig. Die größte Population ist in Rumänien zu finden, hier leben schätzungsweise 1,4–2,6 Mio. Brutpaare. Ebenso wie in Polen (200.000–400.000 Brutpaare) scheint hier der Trend etwas aufwärtszugehen. Der deutsche Bestand (90.000–190.000 Brutpaare) ist weitgehend stabil. Die Art wird aber auf einigen Roten Listen der Länder (z. B. Niedersachsen) immer noch als gefährdet aufgeführt. In der Schweiz wird der Bestand auf 10.000–15.000 Brutpaare geschätzt.
In einigen Gebieten Mitteleuropas, beispielsweise in Österreich, hat sich gerade in den letzten Jahren der Bestand weiter erholt. Dies kann mit dem vermehrten Schutz der Bruthabitate, aber auch mit der für den Neuntöter positiven Klimaentwicklung zusammenhängen.
Weltweit gilt die Art laut IUCN als nicht gefährdet, da sie innerhalb der letzten 10 Jahre nicht um 30 % im Bestand abgenommen hat.

## Sonstiges
In vielen Bereichen des Brutgebietes der Sperbergrasmücke wurde eine enge Bindung dieser Art an den Neuntöter beobachtet. So suchen Sperbergrasmücken während der Phase der Revierbildung offenbar gezielt die Nähe des Würgers und verlegen sogar ihr Revier in die Nähe eines anderen Paares, wenn ein Neuntöter sein Revier vom Vorjahr nicht erneut aufsucht. Oft wird das Nest im gleichen Nistbusch errichtet. Eine Hassreaktion der Sperbergrasmücke gegenüber dem Neuntöter ist nicht ausgeprägt, umgekehrt werden vor allem die Männchen der Sperbergrasmücke durchaus vom Neuntöter aggressiv vertrieben. Auffällig ist ebenso, dass das Brutgebiet der Sperbergrasmücke sich großräumig mit dem des Neuntöters deckt. Über den Zweck der Bindung, die offenbar recht einseitig ist, wurden verschiedene Vermutungen angestellt. Eine Theorie ist, dass die aggressive Feindabwehr der Würger der Grasmücke Schutz bietet und sich diese dadurch Reproduktionsvorteile verschafft. Es wird auch vermutet, dass die Synökie sich noch in der evolutionären Entwicklung befindet. Bis genauere Forschungsdaten vorliegen, bleiben diese Annahmen jedoch Spekulation. Ähnliche Phänomene wurden bei Orpheusgrasmücke und Rotkopfwürger sowie – im Osten von deren Verbreitung – bei Sperbergrasmücke und Isabellwürger beobachtet.
In Abchasien wird der Neuntöter bevorzugt von Falknern als Lockvogel zum Fang von Sperbern benutzt, die wiederum für die Jagd auf Wachteln eingesetzt werden.
Der Neuntöter war 1985 in Deutschland Vogel des Jahres. In der Schweiz wurde er 2020 zum Vogel des Jahres gewählt.
Der Asteroid des äußeren Hauptgürtels (8963) Collurio ist nach dem Neuntöter benannt (wissenschaftlicher Name: Lanius collurio). Zum Zeitpunkt der Benennung des Asteroiden am 2. Februar 1999 befand sich der Neuntöter auf der niederländischen Roten Liste gefährdeter Arten.